# Liste des cantons français en Nouvelle-Aquitaine depuis 2015
Cet article présente et répertorie la liste des 258 cantons de la région Nouvelle-Aquitaine.

## Charente (16) - 19 cantons
| Nom                | Bureau centralisateur         | Communes                 | Communes |
| ------------------ | ----------------------------- | ------------------------ | --- |
| Angoulême-1        | Angoulême                     | 1 + fraction d'Angoulême | Fléac et la première partie d'Angoulême. |
| Angoulême-2        | Angoulême                     | 1 + fraction d'Angoulême | l'Isle-d'Espagnac et la deuxième partie d'Angoulême. |
| Angoulême-3        | Angoulême                     | 1 + fraction d'Angoulême | Soyaux et la dernière partie d'Angoulême. |
| Boëme-Échelle      | Roullet-Saint-Estèphe         | 13                       | Bouëx, Claix, Dignac, Dirac, Garat, Mouthiers-sur-Boëme, Plassac-Rouffiac, Roullet-Saint-Estèphe, Sers, Torsac, Vœuil-et-Giget, Voulgézac, Vouzan. |
| Boixe-et-Manslois  | La Boixe                      | 34                       | Ambérac, Anais, Aunac-sur-Charente, Aussac-Vadalle, La Boixe, Cellefrouin, Cellettes, La Chapelle, Chenon, Coulonges, Fontenille, Juillé, Lichères, Lonnes, Luxé, Maine-de-Boixe, Mansle-les-Fontaines, Mouton, Nanclars, Puyréaux, Saint-Amant-de-Boixe, Saint-Ciers-sur-Bonnieure, Saint-Front, Saint-Groux, La Tâche, Tourriers, Val-de-Bonnieure, Valence, Val-de-Bonnieure, Ventouse, Vervant, Villejoubert, Villognon, Vouharte, Xambes. |
| Charente-Bonnieure | Chasseneuil-sur-Bonnieure     | 32                       | Alloue, Beaulieu-sur-Sonnette, Benest, Le Bouchage, Champagne-Mouton, Chasseneuil-sur-Bonnieure, Chassiecq, Cherves-Châtelars, Le Grand-Madieu, Lésignac-Durand, Le Lindois, Lussac, Massignac, Mazerolles, Montembœuf, Mouzon, Nieuil, Parzac, Les Pins, Roussines, Saint-Claud, Saint-Coutant, Saint-Laurent-de-Céris, Saint-Mary, Sauvagnac, Suaux, Terres-de-Haute-Charente, Turgon, Verneuil, Le Vieux-Cérier, Vieux-Ruffec, Vitrac-Saint-Vincent. |
| Charente-Champagne | Segonzac                      | 21                       | Angeac-Champagne, Angeac-Charente, Bellevigne, Birac, Bonneuil, Bouteville, Châteauneuf-sur-Charente, Criteuil-la-Magdeleine, Gensac-la-Pallue, Genté, Graves-Saint-Amant, Juillac-le-Coq, Lignières-Ambleville, Mosnac-Saint-Simeux, Saint-Fort-sur-le-Né, Saint-Preuil, Saint-Simon, Salles-d'Angles, Segonzac, Verrières, Vibrac. |
| Charente-Nord      | Ruffec                        | 46                       | Les Adjots, Aigre, Barbezières, Barro, Bernac, Bessé, Bioussac, Brettes, Charmé, La Chèvrerie, Condac, Courcôme, Couture, Ébréon, Empuré, La Faye, La Forêt-de-Tessé, Fouqueure, Les Gours, Ligné, Londigny, Longré, Lupsault, La Magdeleine, Montjean, Nanteuil-en-Vallée, Oradour, Paizay-Naudouin-Embourie, Poursac, Raix, Ranville-Breuillaud, Ruffec, Saint-Fraigne, Saint-Georges, Saint-Gourson, Saint-Martin-du-Clocher, Saint-Sulpice-de-Ruffec, Salles-de-Villefagnan, Souvigné, Taizé-Aizie, Theil-Rabier, Tusson, Verdille, Verteuil-sur-Charente, Villefagnan, Villiers-le-Roux.                          |
| Charente-Sud       | Barbezieux-Saint-Hilaire      | 40                       | Angeduc, Baignes-Sainte-Radegonde, Barbezieux-Saint-Hilaire, Barret, Bécheresse, Berneuil, Boisbreteau, Bors, Brie-sous-Barbezieux, Brossac, Challignac, Champagne-Vigny, Chantillac, Chillac, Condéon, Coteaux-du-Blanzacais, Étriac, Guimps, Guizengeard, Lachaise, Ladiville, Lagarde-sur-le-Né, Montmérac, Oriolles, Passirac, Pérignac, Reignac, Saint-Aulais-la-Chapelle, Saint-Bonnet, Saint-Félix, Saint-Médard, Saint-Palais-du-Né, Saint-Vallier, Sainte-Souline, Salles-de-Barbezieux, Sauvignac, Le Tâtre, Touvérac, Val des Vignes, Vignolles.                                                            |
| Charente-Vienne    | Confolens                     | 27                       | Abzac, Ambernac, Ansac-sur-Vienne, Brigueuil, Brillac, Chabanais, Chabrac, Chassenon, Chirac, Confolens, Épenède, Esse, Étagnac, Exideuil, Hiesse, Lessac, Lesterps, Manot, Montrollet, Oradour-Fanais, Pleuville, Pressignac, Saint-Christophe, Saint-Maurice-des-Lions, Saint-Quentin-sur-Charente, Saulgond, Terres-de-Haute-Charente. |
| Cognac-1           | Cognac                        | 6 + fraction de Cognac   | Boutiers-Saint-Trojan, Bréville, Louzac-Saint-André, Mesnac, Saint-Brice, Val-de-Cognac et la première partie de Cognac. |
| Cognac-2           | Cognac                        | 6 + fraction de Cognac   | Ars, Châteaubernard, Gimeux, Javrezac, Merpins, Saint-Laurent-de-Cognac et la seconde partie de Cognac. |
| La Couronne        | La Couronne                   | 4                        | La Couronne, Nersac, Puymoyen, Saint-Michel. |
| Gond-Pontouvre     | Gond-Pontouvre                | 4                        | Balzac, Champniers, Gond-Pontouvre, Saint-Yrieix-sur-Charente. |
| Jarnac             | Jarnac                        | 17                       | Bassac, Bourg-Charente, Chassors, Fleurac, Foussignac, Houlette, Jarnac, Julienne, Mainxe-Gondeville, Mérignac, Les Métairies, Nercillac, Réparsac, Saint-Même-les-Carrières, Sainte-Sévère, Sigogne, Triac-Lautrait. |
| Touvre-et-Braconne | Ruelle-sur-Touvre             | 6                        | Brie, Jauldes, Magnac-sur-Touvre, Mornac, Ruelle-sur-Touvre, Touvre. |
| Tude-et-Lavalette  | Chalais                       | 49                       | Aubeterre-sur-Dronne, Bardenac, Bazac, Bellon, Bessac, Blanzaguet-Saint-Cybard, Boisné-La Tude, Bonnes, Bors, Brie-sous-Chalais, Chadurie, Chalais, Châtignac, Combiers, Courgeac, Courlac, Curac, Deviat, Édon, Les Essards, Fouquebrune, Gurat, Juignac, Laprade, Magnac-lès-Gardes, Médillac, Montboyer, Montignac-le-Coq, Montmoreau, Nabinaud, Nonac, Orival, Palluaud, Pillac, Poullignac, Rioux-Martin, Ronsenac, Rouffiac, Rougnac, Saint-Avit, Saint-Laurent-des-Combes, Saint-Martial, Saint-Quentin-de-Chalais, Saint-Romain, Saint-Séverin, Salles-Lavalette, Vaux-Lavalette, Villebois-Lavalette, Yviers. |
| Val de Nouère      | Linars                        | 23                       | Asnières-sur-Nouère, Champmillon, Courbillac, Douzat, Échallat, Genac-Bignac, Hiersac, Linars, Marcillac-Lanville, Mareuil, Marsac, Mons, Moulidars, Rouillac, Saint-Amant-de-Nouère, Saint-Cybardeaux, Saint-Genis-d'Hiersac, Saint-Saturnin, Sireuil, Trois-Palis, Val-d'Auge, Vaux-Rouillac, Vindelle. |
| Val de Tardoire    | La Rochefoucauld-en-Angoumois | 27                       | Agris, Bunzac, Charras, Chazelles, Coulgens, Écuras, Eymouthiers, Feuillade, Grassac, Mainzac, Marillac-le-Franc, Marthon, Montbron, Moulins-sur-Tardoire, Orgedeuil, Pranzac, Rivières, La Rochefoucauld-en-Angoumois, La Rochette, Rouzède, Saint-Adjutory, Saint-Germain-de-Montbron, Saint-Sornin, Souffrignac, Taponnat-Fleurignac, Vouthon, Yvrac-et-Malleyrand. |

## Charente-Maritime (17) - 27 cantons
| Nom                 | Bureau centralisateur  | Communes                | Communes |
| ------------------- | ---------------------- | ----------------------- | --- |
| Aytré               | Aytré                  | 4                       | Aytré, Dompierre-sur-Mer, Périgny, Puilboreau. |
| Chaniers            | Chaniers               | 27                      | Aujac, Aumagne, Authon-Ébéon, Bercloux, Brizambourg, Burie, Bussac-sur-Charente, Chaniers, La Chapelle-des-Pots, Chérac, Dompierre-sur-Charente, Le Douhet, Écoyeux, Fontcouverte, Juicq, Migron, Nantillé, Saint-Bris-des-Bois, Saint-Césaire, Saint-Hilaire-de-Villefranche, Saint-Sauvant, Saint-Vaize, Sainte-Même, Le Seure, Vénérand, Villars-les-Bois. |
| Châtelaillon-Plage  | Châtelaillon-Plage     | 8                       | Angoulins, Châtelaillon-Plage, Fouras, Île-d'Aix, Saint-Laurent-de-la-Prée, Saint-Vivien, Salles-sur-Mer, Yves. |
| Île d'Oléron        | Saint-Pierre-d'Oléron  | 8                       | La Brée-les-Bains, Le Château-d'Oléron, Dolus-d'Oléron, Le Grand-Village-Plage, Saint-Denis-d'Oléron, Saint-Georges-d'Oléron, Saint-Pierre-d'Oléron, Saint-Trojan-les-Bains. |
| Île de Ré           | Saint-Martin-de-Ré     | 10                      | Ars-en-Ré, Le Bois-Plage-en-Ré, La Couarde-sur-Mer, La Flotte, Loix, Les Portes-en-Ré, Rivedoux-Plage, Saint-Clément-des-Baleines, Saint-Martin-de-Ré, Sainte-Marie-de-Ré. |
| La Jarrie           | La Jarrie              | 14                      | Anais, Bouhet, Bourgneuf, Clavette, Croix-Chapeau, La Jarne, La Jarrie, Montroy, Saint-Christophe, Saint-Médard-d'Aunis, Saint-Rogatien, Sainte-Soulle, Thairé, Vérines. |
| Jonzac              | Jonzac                 | 44                      | Agudelle, Allas-Bocage, Allas-Champagne, Archiac, Arthenac, Brie-sous-Archiac, Celles, Clam, Clion, Champagnac, Chaunac, Cierzac, Consac, Fontaines-d'Ozillac, Germignac, Guitinières, Jarnac-Champagne, Jonzac, Léoville, Lonzac, Lussac, Meux, Mortiers, Neuillac, Neulles, Nieul-le-Virouil, Ozillac, Réaux-sur-Trèfle, Saint-Ciers-Champagne, Saint-Dizant-du-Bois, Saint-Eugène, Saint-Georges-Antignac, Saint-Germain-de-Lusignan, Saint-Germain-de-Vibrac, Saint-Hilaire-du-Bois, Saint-Maigrin, Saint-Martial-de-Vitaterne, Saint-Martial-sur-Né, Saint-Médard, Saint-Sigismond-de-Clermont, Saint-Simon-de-Bordes, Sainte-Lheurine, Vibrac, Villexavier. |
| Lagord              | Lagord                 | 6                       | Esnandes, L'Houmeau, Lagord, Marsilly, Nieul-sur-Mer, Saint-Xandre. |
| Marans              | Marans                 | 20                      | Andilly, Angliers, Benon, Charron, Courçon, Cram-Chaban, Ferrières, La Grève-sur-Mignon, Le Gué-d'Alleré, La Laigne, Longèves, Marans, Nuaillé-d'Aunis, La Ronde, Saint-Cyr-du-Doret, Saint-Jean-de-Liversay, Saint-Ouen-d'Aunis, Saint-Sauveur-d'Aunis, Taugon, Villedoux. |
| Marennes            | Marennes-Hiers-Brouage | 13                      | Beaugeay, Bourcefranc-le-Chapus, Champagne, La Gripperie-Saint-Symphorien, Le Gua, Marennes-Hiers-Brouage, Moëze, Nieulle-sur-Seudre, Saint-Agnant, Saint-Froult, Saint-Jean-d'Angle, Saint-Just-Luzac, Saint-Sornin. |
| Matha               | Matha                  | 62                      | Antezant-la-Chapelle, Asnières-la-Giraud, Aulnay, Bagnizeau, Ballans, Bazauges, Beauvais-sur-Matha, Blanzac-lès-Matha, Blanzay-sur-Boutonne, Bresdon, Brie-sous-Matha, La Brousse, Cherbonnières, Chives, Coivert, Contré, Courcelles, Courcerac, Cressé, Dampierre-sur-Boutonne, Les Éduts, Les Églises-d'Argenteuil, Fontaine-Chalendray, Fontenet, Gibourne, Le Gicq, Gourvillette, Haimps, Loiré-sur-Nie, Louzignac, Macqueville, Massac, Matha, Mons, Néré, Neuvicq-le-Château, Paillé, Poursay-Garnaud, Prignac, Rives-de-Boutonne, Romazières, Saint-Julien-de-l'Escap, Saint-Mandé-sur-Brédoire, Saint-Martial, Saint-Martin-de-Juillers, Saint-Ouen-la-Thène, Saint-Pardoult, Saint-Pierre-de-Juillers, Saint-Pierre-de-l'Isle, Saint-Séverin-sur-Boutonne, Saleignes, Seigné, Siecq, Sonnac, Thors, Les Touches-de-Périgny, Varaize, Vervant, La Villedieu, Villemorin, Villiers-Couture, Vinax. |
| Pons                | Pons                   | 39                      | Avy, Belluire, Biron, Bois, Boisredon, Bougneau, Chadenac, Champagnolles, Courpignac, Échebrune, Fléac-sur-Seugne, Givrezac, Lorignac, Marignac, Mazerolles, Mirambeau, Mosnac, Plassac, Pérignac, Pons, Saint-Bonnet-sur-Gironde, Saint-Ciers-du-Taillon, Saint-Dizant-du-Gua, Saint-Fort-sur-Gironde, Saint-Genis-de-Saintonge, Saint-Georges-des-Agoûts, Saint-Germain-du-Seudre, Saint-Grégoire-d'Ardennes, Saint-Léger, Saint-Martial-de-Mirambeau, Saint-Palais-de-Phiolin, Saint-Quantin-de-Rançanne, Saint-Seurin-de-Palenne, Saint-Sorlin-de-Conac, Saint-Thomas-de-Conac, Sainte-Ramée, Salignac-de-Mirambeau, Semillac, Semoussac, Soubran. |
| Rochefort           | Rochefort              | 1                       | Rochefort. |
| La Rochelle-1       | La Rochelle            | Fraction de La Rochelle | La première parti de La Rochelle. |
| La Rochelle-2       | La Rochelle            | Fraction de La Rochelle | La deuxième partie de La Rochelle. |
| La Rochelle-3       | La Rochelle            | Fraction de La Rochelle | La dernière partie de La Rochelle. |
| Royan               | Royan                  | 3                       | Royan, Saint-Georges-de-Didonne, Vaux-sur-Mer. |
| Saint-Jean-d'Angély | Saint-Jean-d'Angély    | 40                      | Annepont, Annezay, Archingeay, Bernay-Saint-Martin, Bignay, Bords, Champdolent, Chantemerle-sur-la-Soie, Courant, La Croix-Comtesse, La Devise, Dœuil-sur-le-Mignon, Essouvert, Fenioux, Grandjean, La Jarrie-Audouin, Landes, Loulay, Lozay, Mazeray, Migré, Le Mung, Nachamps, Les Nouillers, Puy-du-Lac, Puyrolland, Saint-Crépin, Saint-Félix, Saint-Jean-d'Angély, Saint-Loup, Saint-Savinien, Taillant, Taillebourg, Ternant, Tonnay-Boutonne, Torxé, La Vergne, Vergné, Villeneuve-la-Comtesse, Voissay. |
| Saint-Porchaire     | Saint-Porchaire        | 20                      | Balanzac, Beurlay, Crazannes, Écurat, Les Essards, Geay, Nancras, Nieul-lès-Saintes, Plassay, Pont-l'Abbé-d'Arnoult, Port-d'Envaux, Romegoux, Saint-Georges-des-Coteaux, Saint-Porchaire, Saint-Sulpice-d'Arnoult, Sainte-Gemme, Sainte-Radegonde, Soulignonne, Trizay, La Vallée. |
| Saintes             | Saintes                | 1                       | Saintes. |
| Saintonge Estuaire  | Meschers-sur-Gironde   | 23                      | Arces, Barzan, Boutenac-Touvent, Brie-sous-Mortagne, Chenac-Saint-Seurin-d'Uzet, Cozes, Cravans, Épargnes, Floirac, Gémozac, Grézac, Jazennes, Meschers-sur-Gironde, Meursac, Montpellier-de-Médillan, Mortagne-sur-Gironde, Saint-André-de-Lidon, Saint-Simon-de-Pellouaille, Talmont-sur-Gironde, Tanzac, Thaims, Villars-en-Pons, Virollet. |
| Saujon              | Saujon                 | 9                       | Le Chay, Corme-Écluse, L'Éguille, Médis, Sablonceaux, Saint-Romain-de-Benet, Saint-Sulpice-de-Royan, Saujon, Semussac. |
| Surgères            | Surgères               | 19                      | Aigrefeuille-d'Aunis, Ardillières, Ballon, Breuil-la-Réorte, Chambon, Ciré-d'Aunis, Forges, Landrais, Marsais, Puyravault, Saint-Georges-du-Bois, Saint-Mard, Saint-Pierre-d'Amilly, Saint-Pierre-la-Noue, Saint-Saturnin-du-Bois, Surgères, Le Thou, Virson, Vouhé. |
| Thénac              | Thénac                 | 25                      | Berneuil, Brives-sur-Charente, Chermignac, La Clisse, Colombiers, Corme-Royal, Coulonges, Courcoury, Les Gonds, La Jard, Luchat, Montils, Pessines, Pisany, Préguillac, Rétaud, Rioux, Rouffiac, Saint-Sever-de-Saintonge, Salignac-sur-Charente, Tesson, Thénac, Thézac, Varzay. |
| Tonnay-Charente     | Tonnay-Charente        | 15                      | Breuil-Magné, Cabariot, Échillais, Genouillé, Loire-les-Marais, Lussant, Moragne, Muron, Port-des-Barques, Saint-Coutant-le-Grand, Saint-Hippolyte, Saint-Nazaire-sur-Charente, Soubise, Tonnay-Charente, Vergeroux. |
| La Tremblade        | La Tremblade           | 9                       | Arvert, Breuillet, Chaillevette, Étaules, Les Mathes, Mornac-sur-Seudre, Saint-Augustin, Saint-Palais-sur-Mer, La Tremblade. |
| Les Trois Monts     | Montendre              | 42                      | La Barde, Bedenac, Boresse-et-Martron, Boscamnant, Bran, Bussac-Forêt, Cercoux, Chamouillac, Chartuzac, Chatenet, Chepniers, Chevanceaux, Clérac, La Clotte, Corignac, Coux, Expiremont, Le Fouilloux, La Genétouze, Jussas, Mérignac, Messac, Montendre, Montguyon, Montlieu-la-Garde, Neuvicq, Orignolles, Le Pin, Polignac, Pommiers-Moulons, Pouillac, Rouffignac, Saint-Aigulin, Saint-Martin-d'Ary, Saint-Martin-de-Coux, Saint-Palais-de-Négrignac, Saint-Pierre-du-Palais, Sainte-Colombe, Souméras, Sousmoulins, Tugéras-Saint-Maurice, Vanzac. |

## Corrèze (19) - 19 cantons
| Nom                       | Bureau centralisateur     | Communes                           | Communes |
| ------------------------- | ------------------------- | ---------------------------------- | --- |
| Allassac                  | Allassac                  | 12                                 | Allassac, Donzenac, Estivaux, Orgnac-sur-Vézère, Perpezac-le-Noir, Sadroc, Saint-Bonnet-l'Enfantier, Saint-Pardoux-l'Ortigier, Saint-Viance, Sainte-Féréole, Troche, Vigeois. |
| Argentat-sur-Dordogne     | Argentat-sur-Dordogne     | 30                                 | Albussac, Altillac, Argentat-sur-Dordogne, Auriac, Bassignac-le-Bas, Bassignac-le-Haut, Camps-Saint-Mathurin-Léobazel, Darazac, Forgès, Goulles, Hautefage, La Chapelle-Saint-Géraud, Mercœur, Monceaux-sur-Dordogne, Neuville, Reygade, Rilhac-Xaintrie, Saint-Bonnet-Elvert, Saint-Bonnet-les-Tours-de-Merle, Saint-Chamant, Saint-Cirgues-la-Loutre, Saint-Geniez-ô-Merle, Saint-Hilaire-Taurieux, Saint-Julien-aux-Bois, Saint-Julien-le-Pèlerin, Saint-Martial-Entraygues, Saint-Privat, Saint-Sylvain, Servières-le-Château, Sexcles. |
| Brive-la-Gaillarde-1      | Brive-la-Gaillarde        | Fraction de Brive-la-Gaillarde     | La première partie de Brive-la-Gaillarde. |
| Brive-la-Gaillarde-2      | Brive-la-Gaillarde        | Fraction de Brive-la-Gaillarde     | La deuxième partie de Brive-la-Gaillarde. |
| Brive-la-Gaillarde-3      | Brive-la-Gaillarde        | 2 + fraction de Brive-la-Gaillarde | La Chapelle-aux-Brocs, Cosnac et la troisième partie de Brive-la-Gaillarde. |
| Brive-la-Gaillarde-4      | Brive-la-Gaillarde        | Fraction de Brive-la-Gaillarde     | La dernière partie de Brive-la-Gaillarde. |
| Égletons                  | Égletons                  | 17                                 | Champagnac-la-Noaille, Chapelle-Spinasse, Chaumeil, Égletons, Lafage-sur-Sombre, Lapleau, Laval-sur-Luzège, Marcillac-la-Croisille, Montaignac-sur-Doustre, Moustier-Ventadour, Rosiers-d'Égletons, Saint-Hilaire-Foissac, Saint-Merd-de-Lapleau, Saint-Yrieix-le-Déjalat, Sarran, Soursac, Vitrac-sur-Montane. |
| Haute-Dordogne            | Bort-les-Orgues           | 26                                 | Bort-les-Orgues, Chirac-Bellevue, Confolent-Port-Dieu, Lamazière-Basse, Latronche, Liginiac, Margerides, Mestes, Monestier-Port-Dieu, Neuvic, Palisse, Roche-le-Peyroux, Saint-Bonnet-près-Bort, Saint-Étienne-aux-Clos, Saint-Étienne-la-Geneste, Saint-Exupéry-les-Roches, Saint-Fréjoux, Saint-Hilaire-Luc, Saint-Pantaléon-de-Lapleau, Saint-Victour, Sainte-Marie-Lapanouze, Sarroux - Saint Julien, Sérandon, Thalamy, Valiergues, Veyrières.                                                                                         |
| Malemort                  | Malemort                  | 4                                  | Dampniat, Malemort, Ussac, Varetz. |
| Midi corrézien            | Beynat                    | 33                                 | Albignac, Astaillac, Aubazines, Beaulieu-sur-Dordogne, Beynat, Bilhac, Branceilles, La Chapelle-aux-Saints, Chauffour-sur-Vell, Chenailler-Mascheix, Collonges-la-Rouge, Curemonte, Lagleygeolle, Lanteuil, Ligneyrac, Liourdres, Lostanges, Marcillac-la-Croze, Ménoire, Meyssac, Noailhac, Nonards, Palazinges, Le Pescher, Puy-d'Arnac, Queyssac-les-Vignes, Saillac, Saint-Bazile-de-Meyssac, Saint-Julien-Maumont, Sérilhac, Sioniac, Tudeils, Végennes.                                                                               |
| Naves                     | Naves                     | 13                                 | Les Angles-sur-Corrèze, Bar, Chameyrat, Corrèze, Favars, Gimel-les-Cascades, Meyrignac-l'Église, Naves, Orliac-de-Bar, Saint-Augustin, Saint-Germain-les-Vergnes, Saint-Hilaire-Peyroux, Saint-Mexant. |
| Plateau de Millevaches    | Meymac                    | 33                                 | Alleyrat, Ambrugeat, Bellechassagne, Bonnefond, Bugeat, Chavanac, Chaveroche, Combressol, Darnets, Davignac, Gourdon-Murat, Grandsaigne, Lestards, Lignareix, Maussac, Meymac, Millevaches, Péret-Bel-Air, Pérols-sur-Vézère, Peyrelevade, Pradines, Saint-Angel, Saint-Germain-Lavolps, Saint-Merd-les-Oussines, Saint-Pardoux-le-Vieux, Saint-Rémy, Saint-Setiers, Saint-Sulpice-les-Bois, Sornac, Soudeilles, Tarnac, Toy-Viam, Viam. |
| Saint-Pantaléon-de-Larche | Saint-Pantaléon-de-Larche | 13                                 | Chartrier-Ferrière, Chasteaux, Cublac, Estivals, Jugeals-Nazareth, Larche, Lissac-sur-Couze, Mansac, Nespouls, Noailles, Saint-Cernin-de-Larche, Saint-Pantaléon-de-Larche, Turenne. |
| Sainte-Fortunade          | Sainte-Fortunade          | 20                                 | Champagnac-la-Prune, Chanac-les-Mines, Le Chastang, Clergoux, Cornil, Espagnac, Eyrein, Gros-Chastang, Gumond, Ladignac-sur-Rondelles, Lagarde-Marc-la-Tour, Laguenne-sur-Avalouze, Pandrignes, La Roche-Canillac, Saint-Martial-de-Gimel, Saint-Martin-la-Méanne, Saint-Pardoux-la-Croisille, Saint-Paul, Saint-Priest-de-Gimel, Sainte-Fortunade. |
| Seilhac-Monédières        | Seilhac                   | 21                                 | Affieux, Beaumont, Chamberet, Chamboulive, Chanteix, L'Église-aux-Bois, Lacelle, Lagraulière, Le Lonzac, Madranges, Peyrissac, Pierrefitte, Rilhac-Treignac, Saint-Clément, Saint-Hilaire-les-Courbes, Saint-Jal, Saint-Salvadour, Seilhac, Soudaine-Lavinadière, Treignac, Veix. |
| Tulle                     | Tulle                     | 1                                  | Tulle. |
| Ussel                     | Ussel                     | 11                                 | Aix, Couffy-sur-Sarsonne, Courteix, Eygurande, Feyt, Lamazière-Haute, Laroche-près-Feyt, Merlines, Monestier-Merlines, Saint-Pardoux-le-Neuf, Ussel. |
| Uzerche                   | Uzerche                   | 19                                 | Arnac-Pompadour, Benayes, Beyssac, Beyssenac, Condat-sur-Ganaveix, Espartignac, Eyburie, Lamongerie, Lubersac, Masseret, Meilhards, Montgibaud, Saint-Éloy-les-Tuileries, Saint-Julien-le-Vendômois, Saint-Sornin-Lavolps, Salon-la-Tour, Ségur-le-Château, Les Trois-Saints, Uzerche. |
| L'Yssandonnais            | Objat                     | 21                                 | Ayen, Brignac-la-Plaine, Chabrignac, Concèze, Juillac, Lascaux, Louignac, Objat, Perpezac-le-Blanc, Rosiers-de-Juillac, Saint-Aulaire, Saint-Bonnet-la-Rivière, Saint-Cyprien, Saint-Cyr-la-Roche, Saint-Robert, Saint-Solve, Segonzac, Vars-sur-Roseix, Vignols, Voutezac, Yssandon. |

## Creuse (23) - 15 cantons
| Nom             | Bureau centralisateur | Communes               | Communes |
| --------------- | --------------------- | ---------------------- | --- |
| Ahun            | Ahun                  | 27                     | Ahun, Ars, Banize, Chamberaud, La Chapelle-Saint-Martial, Chavanat, Le Donzeil, Fransèches, Janaillat, Lépinas, Maisonnisses, Mazeirat, Moutier-d'Ahun, Peyrabout, Pontarion, La Pouge, Saint-Avit-le-Pauvre, Saint-Georges-la-Pouge, Saint-Hilaire-la-Plaine, Saint-Hilaire-le-Château, Saint-Martial-le-Mont, Saint-Michel-de-Veisse, Saint-Yrieix-les-Bois, Sardent, Sous-Parsat, Thauron, Vidaillat. |
| Aubusson        | Aubusson              | 21                     | Alleyrat, Aubusson, Bellegarde-en-Marche, Blessac, Bosroger, Champagnat, La Chaussade, Lupersat, Mainsat, Mautes, Néoux, Saint-Alpinien, Saint-Amand, Saint-Avit-de-Tardes, Saint-Domet, Saint-Maixant, Saint-Marc-à-Frongier, Saint-Pardoux-le-Neuf, Saint-Silvain-Bellegarde, Saint-Sulpice-les-Champs, La Serre-Bussière-Vieille. |
| Auzances        | Auzances              | 35                     | Auzances, Basville, Beissat, Brousse, Bussière-Nouvelle, Chard, Charron, Châtelard, Clairavaux, Le Compas, La Courtine, Crocq, Dontreix, Flayat, Lioux-les-Monges, Magnat-l'Étrange, Malleret, Les Mars, Le Mas-d'Artige, La Mazière-aux-Bons-Hommes, Mérinchal, Pontcharraud, Rougnat, Saint-Agnant-près-Crocq, Saint-Bard, Saint-Georges-Nigremont, Saint-Martial-le-Vieux, Saint-Maurice-près-Crocq, Saint-Merd-la-Breuille, Saint-Oradoux-de-Chirouze, Saint-Oradoux-près-Crocq, Saint-Pardoux-d'Arnet, Sermur, La Villeneuve, La Villetelle. |
| Bonnat          | Bonnat                | 17                     | Bonnat, Le Bourg-d'Hem, La Cellette, Chambon-Sainte-Croix, Champsanglard, Châtelus-Malvaleix, Chéniers, La Forêt-du-Temple, Genouillac, Linard-Malval, Lourdoueix-Saint-Pierre, Méasnes, Mortroux, Moutier-Malcard, Nouziers, Roches, Saint-Dizier-les-Domaines. |
| Bourganeuf      | Bourganeuf            | 17                     | Auriat, Bosmoreau-les-Mines, Bourganeuf, Faux-Mazuras, Mansat-la-Courrière, Montboucher, Saint-Amand-Jartoudeix, Saint-Dizier-Masbaraud, Saint-Junien-la-Bregère, Saint-Martin-Sainte-Catherine, Saint-Moreil, Saint-Pardoux-Morterolles, Saint-Pierre-Chérignat, Saint-Pierre-Bellevue, Saint-Priest-Palus, Soubrebost. |
| Boussac         | Boussac               | 17                     | Bétête, Bord-Saint-Georges, Boussac, Boussac-Bourg, Bussière-Saint-Georges, Clugnat, Jalesches, Lavaufranche, Leyrat, Malleret-Boussac, Nouzerines, Saint-Marien, Saint-Pierre-le-Bost, Saint-Silvain-Bas-le-Roc, Soumans, Tercillat, Toulx-Sainte-Croix. |
| Dun-le-Palestel | Dun-le-Palestel       | 17                     | Azerables, Bazelat, La Celle-Dunoise, La Chapelle-Baloue, Colondannes, Crozant, Dun-le-Palestel, Fresselines, Lafat, Maison-Feyne, Naillat, Nouzerolles, Sagnat, Saint-Germain-Beaupré, Saint-Sébastien, Saint-Sulpice-le-Dunois, Villard. |
| Évaux-les-Bains | Évaux-les-Bains       | 17                     | Arfeuille-Châtain, Auge, Budelière, Chambon-sur-Voueize, Chambonchard, Évaux-les-Bains, Fontanières, Lépaud, Lussat, Nouhant, Reterre, Saint-Julien-la-Genête, Saint-Priest, Sannat, Tardes, Verneiges, Viersat. |
| Felletin        | Felletin              | 19                     | Croze, Faux-la-Montagne, Felletin, Féniers, Gentioux-Pigerolles, Gioux, Le Monteil-au-Vicomte, Moutier-Rozeille, La Nouaille, Poussanges, Royère-de-Vassivière, Saint-Frion, Saint-Marc-à-Loubaud, Saint-Martin-Château, Saint-Quentin-la-Chabanne, Saint-Yrieix-la-Montagne, Sainte-Feyre-la-Montagne, Vallière, La Villedieu. |
| Gouzon          | Gouzon                | 24                     | La Celle-sous-Gouzon, Le Chauchet, Chénérailles, Cressat, Domeyrot, Gouzon, Issoudun-Létrieix, Jarnages, Ladapeyre, Lavaveix-les-Mines, Parsac, Peyrat-la-Nonière, Pierrefitte, Pionnat, Puy-Malsignat, Saint-Chabrais, Saint-Dizier-la-Tour, Saint-Julien-le-Châtel, Saint-Loup, Saint-Médard-la-Rochette, Saint-Pardoux-les-Cards, Saint-Silvain-sous-Toulx, Trois-Fonds, Vigeville. |
| Le Grand-Bourg  | Le Grand-Bourg        | 17                     | Arrènes, Augères, Aulon, Azat-Châtenet, Bénévent-l'Abbaye, Ceyroux, Chamborand, Châtelus-le-Marcheix, Fleurat, Fursac, Le Grand-Bourg, Lizières, Marsac, Mourioux-Vieilleville, Saint-Goussaud, Saint-Priest-la-Plaine. |
| Guéret-1        | Guéret                | 4 + fraction de Guéret | La Saunière, Savennes, Saint-Laurent, Sainte-Feyre et la première partie de Guéret. |
| Guéret-2        | Guéret                | 6 + fraction de Guéret | La Chapelle-Taillefert, Montaigut-le-Blanc, Saint-Christophe, Saint-Éloi, Saint-Silvain-Montaigut, Saint-Victor-en-Marche et la seconde partie de Guéret. |
| Saint-Vaury     | Saint-Vaury           | 11                     | Ajain, Anzême, La Brionne, Bussière-Dunoise, Gartempe, Glénic, Jouillat, Saint-Fiel, Saint-Léger-le-Guérétois, Saint-Sulpice-le-Guérétois, Saint-Vaury. |
| La Souterraine  | La Souterraine        | 7                      | Noth, Saint-Agnant-de-Versillat, Saint-Léger-Bridereix, Saint-Maurice-la-Souterraine, Saint-Priest-la-Feuille, La Souterraine, Vareilles. |

## Dordogne (24) - 25 cantons
| Nom                         | Bureau centralisateur       | Communes                                                      | Communes |
| --------------------------- | --------------------------- | ------------------------------------------------------------- | --- |
| Bergerac-1                  | Bergerac                    | Fraction de Bergerac                                          | La première partie de Bergerac. |
| Bergerac-2                  | Bergerac                    | 9 + fraction de Bergerac                                      | Cours-de-Pile, Creysse, Lamonzie-Montastruc, Lembras, Mouleydier, Queyssac, Saint-Germain-et-Mons, Saint-Nexans, Saint-Sauveur et la première partie de Bergerac. |
| Brantôme en Périgord        | Brantôme en Périgord        | 27                                                            | Biras, Bourdeilles, Brantôme en Périgord, Bussac, Champagnac-de-Belair, Chapdeuil, La Chapelle-Faucher, La Chapelle-Montmoreau, Condat-sur-Trincou, Creyssac, Douchapt, Grand-Brassac, Lisle, Mareuil en Périgord, Montagrier, Paussac-et-Saint-Vivien, Quinsac, La Rochebeaucourt-et-Argentine, Rudeau-Ladosse, Saint-Félix-de-Bourdeilles, Saint-Just, Saint-Pancrace, Saint-Victor, Sainte-Croix-de-Mareuil, Segonzac, Tocane-Saint-Apre, Villars. |
| Coulounieix-Chamiers        | Coulounieix-Chamiers        | 4                                                             | Chancelade, Coulounieix-Chamiers, Marsac-sur-l'Isle, Razac-sur-l'Isle. |
| Haut-Périgord Noir          | Thenon                      | 30 + fraction de Bassillac et Auberoche                       | Ajat, Auriac-du-Périgord, Azerat, La Bachellerie, Badefols-d'Ans, Bars, Bassillac et Auberoche, Beauregard-de-Terrasson, Boisseuilh, La Chapelle-Saint-Jean, Châtres, Chourgnac, Coubjours, Fossemagne, Gabillou, Granges-d'Ans, Hautefort, Le Lardin-Saint-Lazare, Limeyrat, Montagnac-d'Auberoche, Nailhac, Peyrignac, Saint-Rabier, Sainte-Eulalie-d'Ans, Sainte-Orse, Sainte-Trie, Teillots, Temple-Laguyon, Thenon, Tourtoirac, Villac. |
| Isle-Loue-Auvézère          | Excideuil                   | 29                                                            | Angoisse, Anlhiac, Brouchaud, Cherveix-Cubas, Clermont-d'Excideuil, Coulaures, Cubjac-Auvézère-Val d'Ans, Dussac, Excideuil, Génis, Lanouaille, Mayac, Payzac, Preyssac-d'Excideuil, Saint-Cyr-les-Champagnes, Saint-Germain-des-Prés, Saint-Jory-las-Bloux, Saint-Martial-d'Albarède, Saint-Médard-d'Excideuil, Saint-Mesmin, Saint-Pantaly-d'Excideuil, Saint-Raphaël, Saint-Sulpice-d'Excideuil, Saint-Vincent-sur-l'Isle, Salagnac, Sarlande, Sarrazac, Savignac-Lédrier, Savignac-les-Églises. |
| Isle-Manoire                | Boulazac Isle Manoire       | 6 + fraction de Bassillac et Auberoche + fraction de Sanilhac | Bassillac et Auberoche, Boulazac Isle Manoire, La Douze, Saint-Crépin-d'Auberoche, Saint-Geyrac, Saint-Pierre-de-Chignac, Sanilhac. |
| Lalinde                     | Lalinde                     | 46                                                            | Alles-sur-Dordogne, Badefols-sur-Dordogne, Baneuil, Bayac, Beaumontois en Périgord, Biron, Bouillac, Bourniquel, Le Buisson-de-Cadouin, Calès, Capdrot, Cause-de-Clérans, Couze-et-Saint-Front, Gaugeac, Lalinde, Lanquais, Lavalade, Liorac-sur-Louyre, Lolme, Marsalès, Mauzac-et-Grand-Castang, Molières, Monpazier, Monsac, Montferrand-du-Périgord, Naussannes, Pezuls, Pontours, Pressignac-Vicq, Rampieux, Saint-Agne, Saint-Avit-Rivière, Saint-Avit-Sénieur, Saint-Capraise-de-Lalinde, Saint-Cassien, Saint-Félix-de-Villadeix, Saint-Marcel-du-Périgord, Saint-Marcory, Saint-Romain-de-Monpazier, Sainte-Croix, Sainte-Foy-de-Longas, Soulaures, Urval, Varennes, Verdon, Vergt-de-Biron. |
| Montpon-Ménestérol          | Montpon-Ménestérol          | 15                                                            | Échourgnac, Eygurande-et-Gardedeuil, Ménesplet, Montpon-Ménestérol, Moulin-Neuf, Parcoul-Chenaud, Le Pizou, La Roche-Chalais, Saint Aulaye-Puymangou, Saint-Barthélemy-de-Bellegarde, Saint-Martial-d'Artenset, Saint Privat en Périgord, Saint-Sauveur-Lalande, Saint-Vincent-Jalmoutiers, Servanches. |
| Pays de la Force            | Prigonrieux                 | 14                                                            | Bosset, Le Fleix, La Force, Fraisse, Gardonne, Ginestet, Lamonzie-Saint-Martin, Lunas, Monfaucon, Prigonrieux, Saint-Georges-Blancaneix, Saint-Géry, Saint-Laurent-des-Vignes, Saint-Pierre-d'Eyraud. |
| Pays de Montaigne et Gurson | Port-Sainte-Foy-et-Ponchapt | 20                                                            | Bonneville-et-Saint-Avit-de-Fumadières, Carsac-de-Gurson, Fougueyrolles, Lamothe-Montravel, Minzac, Montazeau, Montcaret, Montpeyroux, Nastringues, Port-Sainte-Foy-et-Ponchapt, Saint-Antoine-de-Breuilh, Saint-Géraud-de-Corps, Saint-Martin-de-Gurson, Saint-Méard-de-Gurçon, Saint-Michel-de-Montaigne, Saint-Rémy, Saint-Seurin-de-Prats, Saint-Vivien, Vélines, Villefranche-de-Lonchat. |
| Périgord central            | Vergt                       | 32 + fraction de Sanilhac                                     | Beauregard-et-Bassac, Beleymas, Bourrou, Campsegret, Chalagnac, Clermont-de-Beauregard, Creyssensac-et-Pissot, Douville, Église-Neuve-d'Issac, Église-Neuve-de-Vergt, Eyraud-Crempse-Maurens, Fouleix, Grun-Bordas, Issac, Lacropte, Limeuil, Montagnac-la-Crempse, Paunat, Saint-Amand-de-Vergt, Saint-Georges-de-Montclard, Saint-Hilaire-d'Estissac, Saint-Jean-d'Estissac, Saint-Martin-des-Combes, Saint-Mayme-de-Péreyrol, Saint-Michel-de-Villadeix, Saint-Paul-de-Serre, Salon, Sanilhac, Trémolat, Val de Louyre et Caudeau, Vergt, Veyrines-de-Vergt, Villamblard. |
| Périgord vert nontronnais   | Nontron                     | 28                                                            | Abjat-sur-Bandiat, Augignac, Le Bourdeix, Busserolles, Bussière-Badil, Champniers-et-Reilhac, Champs-Romain, Connezac, Étouars, Hautefaye, Javerlhac-et-la-Chapelle-Saint-Robert, Lussas-et-Nontronneau, Milhac-de-Nontron, Nontron, Piégut-Pluviers, Saint-Barthélemy-de-Bussière, Saint-Estèphe, Saint-Front-la-Rivière, Saint-Front-sur-Nizonne, Saint-Martial-de-Valette, Saint-Martin-le-Pin, Saint-Pardoux-la-Rivière, Saint-Saud-Lacoussière, Savignac-de-Nontron, Sceau-Saint-Angel, Soudat, Teyjat, Varaignes. |
| Périgueux-1                 | Périgueux                   | Fraction de Périgueux                                         | La première partie de Périgueux. |
| Périgueux-2                 | Périgueux                   | Fraction de Périgueux                                         | La seconde partie de Périgueux. |
| Ribérac                     | Ribérac                     | 33                                                            | Allemans, Bertric-Burée, Bourg-des-Maisons, Bourg-du-Bost, Bouteilles-Saint-Sébastien, Celles, Champagne-et-Fontaine, La Chapelle-Grésignac, La Chapelle-Montabourlet, Chassaignes, Cherval, Comberanche-et-Épeluche, Coutures, Gout-Rossignol, La Jemaye-Ponteyraud, Lusignac, Nanteuil-Auriac-de-Bourzac, Petit-Bersac, Ribérac, Saint-André-de-Double, Saint-Martial-Viveyrol, Saint-Martin-de-Ribérac, Saint-Méard-de-Drône, Saint-Pardoux-de-Drône, Saint-Paul-Lizonne, Saint-Sulpice-de-Roumagnac, Saint-Vincent-de-Connezac, Siorac-de-Ribérac, La Tour-Blanche-Cercles, Vanxains, Vendoire, Verteillac, Villetoureix.                                                                         |
| Saint-Astier                | Saint-Astier                | 11                                                            | Annesse-et-Beaulieu, La Chapelle-Gonaguet, Coursac, Grignols, Jaure, Léguillac-de-l'Auche, Manzac-sur-Vern, Mensignac, Montrem, Saint-Astier, Saint-Léon-sur-l'Isle. |
| Sarlat-la-Canéda            | Sarlat-la-Canéda            | 13                                                            | Beynac-et-Cazenac, Marcillac-Saint-Quentin, Marquay, Proissans, La Roque-Gageac, Saint-André-d'Allas, Saint-Vincent-de-Cosse, Saint-Vincent-le-Paluel, Sainte-Nathalène, Sarlat-la-Canéda, Tamniès, Vézac, Vitrac. |
| Sud-Bergeracois             | Eymet                       | 39                                                            | Bardou, Boisse, Bouniagues, Colombier, Conne-de-Labarde, Cunèges, Eymet, Faurilles, Faux-en-Périgord, Fonroque, Gageac-et-Rouillac, Issigeac, Mescoules, Monbazillac, Monestier, Monmadalès, Monmarvès, Monsaguel, Montaut, Plaisance, Pomport, Razac-d'Eymet, Razac-de-Saussignac, Ribagnac, Rouffignac-de-Sigoulès, Sadillac, Saint-Aubin-de-Cadelech, Saint-Aubin-de-Lanquais, Saint-Capraise-d'Eymet, Saint-Cernin-de-Labarde, Saint-Julien-Innocence-Eulalie, Saint-Léon-d'Issigeac, Saint-Perdoux, Sainte-Radegonde, Saussignac, Serres-et-Montguyard, Sigoulès-et-Flaugeac, Singleyrac, Thénac.                                                                                                |
| Terrasson-Lavilledieu       | Terrasson-Lavilledieu       | 24                                                            | Archignac, Borrèze, Calviac-en-Périgord, Carlux, Carsac-Aillac, La Cassagne, Condat-sur-Vézère, Les Coteaux Périgourdins, La Dornac, La Feuillade, Jayac, Nadaillac, Paulin, Pazayac, Pechs-de-l'Espérance, Prats-de-Carlux, Saint-Crépin-et-Carlucet, Saint-Geniès, Saint-Julien-de-Lampon, Sainte-Mondane, Salignac-Eyvigues, Simeyrols, Terrasson-Lavilledieu, Veyrignac. |
| Thiviers                    | Thiviers                    | 23                                                            | Chalais, La Coquille, Corgnac-sur-l'Isle, Eyzerac, Firbeix, Jumilhac-le-Grand, Lempzours, Mialet, Nantheuil, Nanthiat, Négrondes, Saint-Front-d'Alemps, Saint-Jean-de-Côle, Saint-Jory-de-Chalais, Saint-Martin-de-Fressengeas, Saint-Paul-la-Roche, Saint-Pierre-de-Côle, Saint-Pierre-de-Frugie, Saint-Priest-les-Fougères, Saint-Romain-et-Saint-Clément, Sorges et Ligueux en Périgord, Thiviers, Vaunac. |
| Trélissac                   | Trélissac                   | 8                                                             | Agonac, Antonne-et-Trigonant, Champcevinel, Château-l'Évêque, Cornille, Escoire, Sarliac-sur-l'Isle, Trélissac. |
| Vallée Dordogne             | Saint-Cyprien               | 44                                                            | Allas-les-Mines, Audrix, Berbiguières, Besse, Bouzic, Campagnac-lès-Quercy, Carves, Castelnaud-la-Chapelle, Castels et Bézenac, Cénac-et-Saint-Julien, Cladech, Coux et Bigaroque-Mouzens, Daglan, Doissat, Domme, Florimont-Gaumier, Grives, Groléjac, Larzac, Lavaur, Loubejac, Marnac, Mazeyrolles, Meyrals, Monplaisant, Nabirat, Orliac, Pays de Belvès, Prats-du-Périgord, Sagelat, Saint-Aubin-de-Nabirat, Saint-Cernin-de-l'Herm, Saint-Cybranet, Saint-Cyprien, Saint-Germain-de-Belvès, Saint-Laurent-la-Vallée, Saint-Martial-de-Nabirat, Saint-Pardoux-et-Vielvic, Saint-Pompon, Sainte-Foy-de-Belvès, Salles-de-Belvès, Siorac-en-Périgord, Veyrines-de-Domme, Villefranche-du-Périgord. |
| Vallée de l'Isle            | Neuvic                      | 21                                                            | Beaupouyet, Beauronne, Bourgnac, Chantérac, Douzillac, Les Lèches, Mussidan, Neuvic, Saint-Aquilin, Saint-Étienne-de-Puycorbier, Saint-Front-de-Pradoux, Saint-Germain-du-Salembre, Saint-Jean-d'Ataux, Saint-Laurent-des-Hommes, Saint-Louis-en-l'Isle, Saint-Martin-l'Astier, Saint-Médard-de-Mussidan, Saint-Michel-de-Double, Saint-Séverin-d'Estissac, Sourzac, Vallereuil. |
| Vallée de l'Homme           | Montignac-Lascaux           | 24                                                            | Aubas, Le Bugue, Campagne, La Chapelle-Aubareil, Coly-Saint-Amand, Les Eyzies, Fanlac, Les Farges, Fleurac, Journiac, Mauzens-et-Miremont, Montignac-Lascaux, Peyzac-le-Moustier, Plazac, Rouffignac-Saint-Cernin-de-Reilhac, Saint-Avit-de-Vialard, Saint-Chamassy, Saint-Félix-de-Reillac-et-Mortemart, Saint-Léon-sur-Vézère, Savignac-de-Miremont, Sergeac, Thonac, Tursac, Valojoulx. |

## Gironde (33) - 33 cantons
| Nom                        | Bureau centralisateur  | Communes                 | Communes |
| -------------------------- | ---------------------- | ------------------------ | --- |
| Andernos-les-Bains         | Andernos-les-Bains     | 6                        | Andernos-les-Bains, Arès, Audenge, Biganos, Lanton, Lège-Cap-Ferret. |
| Bordeaux-1                 | Bordeaux               | Fraction de Bordeaux     | La première partie de Bordeaux. |
| Bordeaux-2                 | Bordeaux               | Fraction de Bordeaux     | La deuxième partie de Bordeaux. |
| Bordeaux-3                 | Bordeaux               | Fraction de Bordeaux     | La troisième partie de Bordeaux. |
| Bordeaux-4                 | Bordeaux               | Fraction de Bordeaux     | La quatrième partie de Bordeaux. |
| Bordeaux-5                 | Bordeaux               | Fraction de Bordeaux     | La dernière partie de Bordeaux. |
| Bouscat                    | Le Bouscat             | 2                        | Bruges, Le Bouscat. |
| La Brède                   | La Brède               | 13                       | Ayguemorte-les-Graves, Beautiran, La Brède, Cabanac-et-Villagrains, Cadaujac, Castres-Gironde, Isle-Saint-Georges, Léognan, Martillac, Saint-Médard-d'Eyrans, Saint-Morillon, Saint-Selve, Saucats. |
| Cenon                      | Cenon                  | 3                        | Bouliac, Cenon, Floirac. |
| Les Coteaux de Dordogne    | Castillon-la-Bataille  | 51                       | Baron, Belvès-de-Castillon, Bossugan, Branne, Cabara, Camiac-et-Saint-Denis, Castillon-la-Bataille, Civrac-sur-Dordogne, Coubeyrac, Daignac, Dardenac, Doulezon, Espiet, Flaujagues, Gardegan-et-Tourtirac, Génissac, Gensac, Grézillac, Guillac, Jugazan, Juillac, Lugaignac, Mouliets-et-Villemartin, Moulon, Naujan-et-Postiac, Nérigean, Pessac-sur-Dordogne, Pujols, Rauzan, Saint-Aubin-de-Branne, Saint-Émilion, Saint-Étienne-de-Lisse, Saint-Genès-de-Castillon, Saint-Germain-du-Puch, Saint-Hippolyte, Saint-Jean-de-Blaignac, Saint-Laurent-des-Combes, Saint-Magne-de-Castillon, Saint-Pey-d'Armens, Saint-Pey-de-Castets, Saint-Philippe-d'Aiguille, Saint-Quentin-de-Baron, Saint-Sulpice-de-Faleyrens, Saint-Vincent-de-Pertignas, Sainte-Colombe, Sainte-Florence, Sainte-Radegonde, Sainte-Terre, Les Salles-de-Castillon, Tizac-de-Curton, Vignonet. |
| Créon                      | Créon                  | 23                       | Baurech, Bonnetan, Camarsac, Cambes, Camblanes-et-Meynac, Carignan-de-Bordeaux, Cénac, Créon, Croignon, Cursan, Fargues-Saint-Hilaire, Latresne, Lignan-de-Bordeaux, Loupes, Madirac, Pompignac, Le Pout, Quinsac, Sadirac, Saint-Caprais-de-Bordeaux, Saint-Genès-de-Lombaud, Sallebœuf, Tresses. |
| L'Entre-deux-Mers          | Cadillac-sur-Garonne   | 56                       | Baigneaux, Béguey, Bellebat, Bellefond, Blésignac, Cadillac-sur-Garonne, Capian, Cardan, Caudrot, Cessac, Coirac, Courpiac, Donzac, Escoussans, Faleyras, Frontenac, Gabarnac, Gornac, Haux, Ladaux, Langoiran, Laroque, Lestiac-sur-Garonne, Loupiac, Lugasson, Martres, Monprimblanc, Montignac, Mourens, Omet, Paillet, Le Pian-sur-Garonne, Porte-de-Benauge, Rions, Romagne, Saint-André-du-Bois, Saint-Germain-de-Grave, Saint-Laurent-du-Bois, Saint-Laurent-du-Plan, Saint-Léon, Saint-Macaire, Saint-Maixant, Saint-Martial, Saint-Martin-de-Sescas, Saint-Pierre-d'Aurillac, Saint-Pierre-de-Bat, Sainte-Croix-du-Mont, Sainte-Foy-la-Longue, La Sauve, Semens, Soulignac, Tabanac, Targon, Le Tourne, Verdelais, Villenave-de-Rions. |
| L'Estuaire                 | Blaye                  | 38                       | Anglade, Bayon-sur-Gironde, Berson, Blaye, Bourg, Braud-et-Saint-Louis, Campugnan, Cars, Cartelègue, Comps, Étauliers, Eyrans, Fours, Gauriac, Lansac, Mazion, Mombrier, Plassac, Pleine-Selve, Prignac-et-Marcamps, Pugnac, Reignac, Saint-Androny, Saint-Aubin-de-Blaye, Saint-Ciers-de-Canesse, Saint-Ciers-sur-Gironde, Saint-Genès-de-Blaye, Saint-Martin-Lacaussade, Saint-Palais, Saint-Paul, Saint-Seurin-de-Bourg, Saint-Seurin-de-Cursac, Saint-Trojan, Samonac, Tauriac, Teuillac, Val-de-Livenne, Villeneuve. |
| Gujan-Mestras              | Gujan-Mestras          | 4                        | Gujan-Mestras, Marcheprime, Mios, Le Teich. |
| Les Landes des Graves      | Salles                 | 25                       | Arbanats, Balizac, Le Barp, Barsac, Belin-Béliet, Budos, Cérons, Guillos, Hostens, Illats, Landiras, Louchats, Lugos, Origne, Podensac, Portets, Preignac, Pujols-sur-Ciron, Saint-Léger-de-Balson, Saint-Magne, Saint-Michel-de-Rieufret, Saint-Symphorien, Salles, Le Tuzan, Virelade. |
| Le Libournais-Fronsadais   | Libourne               | 24                       | Arveyres, Asques, Les Billaux, Cadarsac, Cadillac-en-Fronsadais, Fronsac, Galgon, Izon, Lalande-de-Pomerol, La Lande-de-Fronsac, Libourne, Lugon-et-l'Île-du-Carnay, Mouillac, Pomerol, La Rivière, Saillans, Saint-Aignan, Saint-Germain-de-la-Rivière, Saint-Michel-de-Fronsac, Saint-Romain-la-Virvée, Tarnès, Vayres, Vérac, Villegouge. |
| Lormont                    | Lormont                | 5                        | Artigues-près-Bordeaux, Bassens, Lormont, Montussan, Yvrac. |
| Mérignac-1                 | Mérignac               | 1 + fraction de Mérignac | Le Haillan et la première partie de Mérignac. |
| Mérignac-2                 | Mérignac               | 2 + fraction de Mérignac | Martignas-sur-Jalle, Saint-Jean-d'Illac et la seconde partie de Mérignac. |
| Nord-Gironde               | Saint-André-de-Cubzac  | 26                       | Cavignac, Cézac, Civrac-de-Blaye, Cubnezais, Cubzac-les-Ponts, Donnezac, Gauriaguet, Générac, Laruscade, Marcenais, Marsas, Périssac, Peujard, Saint-André-de-Cubzac, Saint-Christoly-de-Blaye, Saint-Genès-de-Fronsac, Saint-Gervais, Saint-Girons-d'Aiguevives, Saint-Laurent-d'Arce, Saint-Mariens, Saint-Savin, Saint-Vivien-de-Blaye, Saint-Yzan-de-Soudiac, Saugon, Val de Virvée, Virsac. |
| Le Nord-Libournais         | Coutras                | 38                       | Abzac, Les Artigues-de-Lussac, Bayas, Bonzac, Camps-sur-l'Isle, Chamadelle, Coutras, Les Églisottes-et-Chalaures, Le Fieu, Francs, Gours, Guîtres, Lagorce, Lapouyade, Lussac, Maransin, Montagne, Néac, Les Peintures, Petit-Palais-et-Cornemps, Porchères, Puisseguin, Puynormand, Sablons, Saint-Antoine-sur-l'Isle, Saint-Christophe-de-Double, Saint-Christophe-des-Bardes, Saint-Cibard, Saint-Ciers-d'Abzac, Saint-Denis-de-Pile, Saint-Martin-de-Laye, Saint-Martin-du-Bois, Saint-Médard-de-Guizières, Saint-Sauveur-de-Puynormand, Saint-Seurin-sur-l'Isle, Savignac-de-l'Isle, Tayac, Tizac-de-Lapouyade. |
| Le Nord-Médoc              | Lesparre-Médoc         | 28                       | Bégadan, Blaignan-Prignac, Cissac-Médoc, Civrac-en-Médoc, Couquèques, Gaillan-en-Médoc, Grayan-et-l'Hôpital, Jau-Dignac-et-Loirac, Lesparre-Médoc, Naujac-sur-Mer, Ordonnac, Pauillac, Queyrac, Saint-Christoly-Médoc, Saint-Estèphe, Saint-Germain-d'Esteuil, Saint-Julien-Beychevelle, Saint-Sauveur, Saint-Seurin-de-Cadourne, Saint-Vivien-de-Médoc, Saint-Yzans-de-Médoc, Soulac-sur-Mer, Talais, Valeyrac, Vendays-Montalivet, Vensac, Le Verdon-sur-Mer, Vertheuil. |
| Pessac-1                   | Pessac                 | 2 + fraction de Pessac   | Canéjan, Cestas et la première partie de Pessac. |
| Pessac-2                   | Pessac                 | 1 + fraction de Pessac   | Gradignan et la seconde partie de Pessac. |
| Les Portes du Médoc        | Eysines                | 5                        | Blanquefort, Eysines, Ludon-Médoc, Parempuyre, Le Pian-Médoc. |
| La Presqu'île              | Ambarès-et-Lagrave     | 9                        | Ambarès-et-Lagrave, Ambès, Beychac-et-Caillau, Carbon-Blanc, Saint-Loubès, Saint-Louis-de-Montferrand, Saint-Sulpice-et-Cameyrac, Saint-Vincent-de-Paul, Sainte-Eulalie. |
| La Réolais et des Bastides | Pineuilh               | 89                       | Aillas, Auriolles, Auros, Bagas, Barie, Bassanne, Berthez, Blaignac, Blasimon, Bourdelles, Brannens, Brouqueyran, Camiran, Caplong, Casseuil, Castelmoron-d'Albret, Castelviel, Caumont, Cazaugitat, Cleyrac, Coimères, Cours-de-Monségur, Coutures, Daubèze, Dieulivol, Les Esseintes, Eynesse, Floudès, Fontet, Fossès-et-Baleyssac, Gironde-sur-Dropt, Hure, Lados, Lamothe-Landerron, Landerrouat, Landerrouet-sur-Ségur, Les Lèves-et-Thoumeyragues, Ligueux, Listrac-de-Durèze, Loubens, Loupiac-de-la-Réole, Margueron, Massugas, Mauriac, Mérignas, Mesterrieux, Mongauzy, Monségur, Montagoudin, Morizès, Neuffons, Noaillac, Pellegrue, Pineuilh, Pondaurat, Le Puy, Puybarban, La Réole, Rimons, Riocaud, Roquebrune, La Roquille, Ruch, Saint-André-et-Appelles, Saint-Antoine-du-Queyret, Saint-Avit-de-Soulège, Saint-Avit-Saint-Nazaire, Saint-Brice, Saint-Exupéry, Saint-Ferme, Saint-Hilaire-de-la-Noaille, Saint-Hilaire-du-Bois, Saint-Martin-de-Lerm, Saint-Martin-du-Puy, Saint-Michel-de-Lapujade, Saint-Philippe-du-Seignal, Saint-Quentin-de-Caplong, Saint-Sève, Saint-Sulpice-de-Guilleragues, Saint-Sulpice-de-Pommiers, Saint-Vivien-de-Monségur, Sainte-Foy-la-Grande, Sainte-Gemme, Sauveterre-de-Guyenne, Savignac, Sigalens, Soussac, Taillecavat. |
| Saint-Médard-en-Jalles     | Saint-Médard-en-Jalles | 3                        | Saint-Aubin-de-Médoc, Saint-Médard-en-Jalles, Le Taillan-Médoc. |
| Le Sud-Gironde             | Langon                 | 50                       | Aubiac, Bazas, Bernos-Beaulac, Bieujac, Birac, Bommes, Bourideys, Captieux, Castets et Castillon, Cauvignac, Cazalis, Cazats, Cours-les-Bains, Cudos, Escaudes, Fargues, Gajac, Gans, Giscos, Goualade, Grignols, Labescau, Langon, Lartigue, Lavazan, Léogeats, Lerm-et-Musset, Lignan-de-Bazas, Lucmau, Marimbault, Marions, Masseilles, Mazères, Le Nizan, Noaillan, Pompéjac, Préchac, Roaillan, Saint-Côme, Saint-Loubert, Saint-Michel-de-Castelnau, Saint-Pardon-de-Conques, Saint-Pierre-de-Mons, Sauternes, Sauviac, Sendets, Sillas, Toulenne, Uzeste, Villandraut. |
| Sud-Médoc                  | Lacanau                | 22                       | Arcins, Arsac, Avensan, Brach, Carcans, Castelnau-de-Médoc, Cussac-Fort-Médoc, Hourtin, Labarde, Lacanau, Lamarque, Listrac-Médoc, Macau, Margaux-Cantenac, Moulis-en-Médoc, Le Porge, Saint-Laurent-Médoc, Sainte-Hélène, Salaunes, Saumos, Soussans, Le Temple. |
| Talence                    | Talence                | 1 + fraction de Bègles   | Talence et la première partie de Bègles. |
| La Teste-de-Buch           | La Teste-de-Buch       | 2                        | Arcachon, La Teste-de-Buch. |
| Villenave-d'Ornon          | Villenave-d'Ornon      | 1 + fraction de Bègles   | Villenave-d'Ornon et la seconde partie de Bègles. |

## Landes (40) - 15 cantons
| Nom                        | Bureau centralisateur    | Communes                       | Communes |
| -------------------------- | ------------------------ | ------------------------------ | --- |
| Adour Armagnac             | Aire-sur-l'Adour         | 35                             | Aire-sur-l'Adour, Artassenx, Arthez-d'Armagnac, Bahus-Soubiran, Bascons, Bordères-et-Lamensans, Bourdalat, Buanes, Castandet, Cazères-sur-l'Adour, Classun, Duhort-Bachen, Eugénie-les-Bains, Le Frêche, Grenade-sur-l'Adour, Hontanx, Lacquy, Larrivière-Saint-Savin, Latrille, Lussagnet, Maurrin, Montégut, Perquie, Pujo-le-Plan, Renung, Saint-Agnet, Saint-Cricq-Villeneuve, Saint-Gein, Saint-Loubouer, Saint-Maurice-sur-Adour, Sainte-Foy, Sarron, Vielle-Tursan, Le Vignau, Villeneuve-de-Marsan.                                                                  |
| Chalosse Tursan            | Hagetmau                 | 50                             | Arboucave, Aubagnan, Audignon, Aurice, Banos, Bas-Mauco, Bats, Castelnau-Tursan, Castelner, Cauna, Cazalis, Clèdes, Coudures, Dumes, Eyres-Moncube, Fargues, Geaune, Hagetmau, Haut-Mauco, Horsarrieu, Labastide-Chalosse, Lacajunte, Lacrabe, Lauret, Mant, Mauries, Miramont-Sensacq, Momuy, Monget, Monségur, Montaut, Montgaillard, Montsoué, Morganx, Payros-Cazautets, Pécorade, Peyre, Philondenx, Pimbo, Poudenx, Puyol-Cazalet, Saint-Cricq-Chalosse, Saint-Sever, Sainte-Colombe, Samadet, Sarraziet, Serres-Gaston, Serreslous-et-Arribans, Sorbets, Urgons.      |
| Côte d'Argent              | Mimizan                  | 16                             | Aureilhan, Bias, Castets, Léon, Lévignacq, Linxe, Lit-et-Mixe, Mézos, Mimizan, Pontenx-les-Forges, Saint-Julien-en-Born, Saint-Michel-Escalus, Saint-Paul-en-Born, Taller, Uza, Vielle-Saint-Girons. |
| Coteau de Chalosse         | Montfort-en-Chalosse     | 50                             | Amou, Argelos, Arsague, Baigts, Bassercles, Bastennes, Bergouey, Beyries, Bonnegarde, Brassempouy, Cassen, Castaignos-Souslens, Castelnau-Chalosse, Castel-Sarrazin, Caupenne, Clermont, Doazit, Donzacq, Gamarde-les-Bains, Garrey, Gaujacq, Gibret, Goos, Gousse, Hauriet, Hinx, Lahosse, Larbey, Laurède, Louer, Lourquen, Marpaps, Maylis, Montfort-en-Chalosse, Mugron, Nassiet, Nerbis, Nousse, Onard, Ozourt, Pomarez, Poyanne, Poyartin, Préchacq-les-Bains, Saint-Aubin, Saint-Geours-d'Auribat, Saint-Jean-de-Lier, Sort-en-Chalosse, Toulouzette, Vicq-d'Auribat. |
| Dax-1                      | Dax                      | 10 + fraction de Dax           | Angoumé, Gourbera, Herm, Mées, Rivière-Saas-et-Gourby, Saint-Paul-lès-Dax, Saint-Vincent-de-Paul, Siest, Tercis-les-Bains, Téthieu et la première partie de Dax. |
| Dax-2                      | Dax                      | 9 + fraction de Dax            | Bénesse-lès-Dax, Candresse, Heugas, Narrosse, Oeyreluy, Saint-Pandelon, Saugnac-et-Cambran, Seyresse, Yzosse et la seconde partie de Dax. |
| Grands Lacs                | Parentis-en-Born         | 13                             | Belhade, Biscarrosse, Gastes, Liposthey, Lüe, Mano, Moustey, Parentis-en-Born, Pissos, Sainte-Eulalie-en-Born, Sanguinet, Saugnac-et-Muret, Ychoux. |
| Haute Lande Armagnac       | Labrit                   | 47                             | Argelouse, Arue, Arx, Baudignan, Bélis, Betbezer-d'Armagnac, Bourriot-Bergonce, Brocas, Cachen, Callen, Canenx-et-Réaut, Cère, Commensacq, Créon-d'Armagnac, Escalans, Escource, Estigarde, Gabarret, Garein, Herré, Labastide-d'Armagnac, Labouheyre, Labrit, Lagrange, Lencouacq, Losse, Lubbon, Luglon, Luxey, Maillas, Maillères, Mauvezin-d'Armagnac, Parleboscq, Retjons, Rimbez-et-Baudiets, Roquefort, Sabres, Saint-Gor, Saint-Julien-d'Armagnac, Saint-Justin, Sarbazan, Le Sen, Solférino, Sore, Trensacq, Vert, Vielle-Soubiran.                                 |
| Marensin-Sud               | Soustons                 | 12                             | Angresse, Azur, Magescq, Messanges, Moliets-et-Maa, Saint-Geours-de-Maremne, Saubusse, Seignosse, Soorts-Hossegor, Soustons, Tosse, Vieux-Boucau-les-Bains. |
| Mont-de-Marsan-1           | Mont-de-Marsan           | 9 + fraction de Mont-de-Marsan | Bostens, Campet-et-Lamolère, Gaillères, Geloux, Lucbardez-et-Bargues, Pouydesseaux, Saint-Avit, Saint-Martin-d'Oney, Uchacq-et-Parentis et la première partie de Mont-de-Marsan. |
| Mont-de-Marsan-2           | Mont-de-Marsan           | 8 + fraction de Mont-de-Marsan | Benquet, Bougue, Bretagne-de-Marsan, Campagne, Laglorieuse, Mazerolles, Saint-Perdon, Saint-Pierre-du-Mont et la seconde partie de Mont-de-Marsan. |
| Orthe et Arrigans          | Peyrehorade              | 24                             | Bélus, Cagnotte, Cauneille, Estibeaux, Gaas, Habas, Hastingues, Labatut, Mimbaste, Misson, Mouscardès, Oeyregave, Orist, Orthevielle, Ossages, Pey, Peyrehorade, Port-de-Lanne, Pouillon, Saint-Cricq-du-Gave, Saint-Étienne-d'Orthe, Saint-Lon-les-Mines, Sorde-l'Abbaye, Tilh. |
| Le Pays morcenais tarusate | Tartas                   | 23                             | Arengosse, Audon, Bégaar, Beylongue, Carcarès-Sainte-Croix, Carcen-Ponson, Gouts, Laluque, Lamothe, Lesgor, Lesperon, Le Leuy, Meilhan, Morcenx-la-Nouvelle, Onesse-Laharie, Ousse-Suzan, Pontonx-sur-l'Adour, Rion-des-Landes, Saint-Yaguen, Souprosse, Tartas, Villenave, Ygos-Saint-Saturnin. |
| Le Pays tyrossais          | Saint-Vincent-de-Tyrosse | 11                             | Bénesse-Maremne, Capbreton, Josse, Labenne, Orx, Saint-Jean-de-Marsacq, Saint-Martin-de-Hinx, Saint-Vincent-de-Tyrosse, Sainte-Marie-de-Gosse, Saubion, Saubrigues. |
| Seignanx                   | Saint-Martin-de-Seignanx | 8                              | Biarrotte, Biaudos, Ondres, Saint-André-de-Seignanx, Saint-Barthélemy, Saint-Laurent-de-Gosse, Saint-Martin-de-Seignanx, Tarnos. |

## Lot-et-Garonne (47) - 21 cantons
| Nom                      | Bureau centralisateur  | Communes                           | Communes |
| ------------------------ | ---------------------- | ---------------------------------- | --- |
| Agen-1                   | Agen                   | 3 + fraction d'Agen                | Bajamont, Foulayronnes, Pont-du-Casse et la première partie d'Agen. |
| Agen-2                   | Agen                   | 2 + fraction d'Agen                | Boé, Bon-Encontre et la deuxième partie d'Agen. |
| Agen-3                   | Agen                   | Fraction d'Agen                    | La troisième partie d'Agen. |
| Agen-4                   | Agen                   | 1 + fraction d'Agen                | Le Passage et la dernière partie d'Agen. |
| L'Albret                 | Nérac                  | 22                                 | Andiran, Calignac, Espiens, Fieux, Francescas, Fréchou, Lamontjoie, Lannes, Lasserre, Mézin, Moncaut, Moncrabeau, Montagnac-sur-Auvignon, Nérac, Nomdieu, Poudenas, Réaup-Lisse, Saint-Pé-Saint-Simon, Saint-Vincent-de-Lamontjoie, Sainte-Maure-de-Peyriac, Saumont, Sos. |
| Le Confluent             | Aiguillon              | 20                                 | Aiguillon, Bazens, Bourran, Clermont-Dessous, Cours, Frégimont, Galapian, Granges-sur-Lot, Lacépède, Lagarrigue, Laugnac, Lusignan-Petit, Madaillan, Montpezat, Nicole, Port-Sainte-Marie, Prayssas, Saint-Salvy, Saint-Sardos, Sembas. |
| Coteaux de Guyenne       | Duras                  | 34                                 | Agmé, Auriac-sur-Dropt, Baleyssagues, Cambes, Castelnau-sur-Gupie, Caubon-Saint-Sauveur, Duras, Escassefort, Esclottes, Jusix, Lachapelle, Lagupie, Lévignac-de-Guyenne, Loubès-Bernac, Mauvezin-sur-Gupie, Monteton, Montignac-Toupinerie, Moustier, Pardaillan, Puymiclan, Saint-Astier, Saint-Avit, Saint-Barthélemy-d'Agenais, Saint-Géraud, Saint-Jean-de-Duras, Saint-Martin-Petit, Saint-Pierre-sur-Dropt, Saint-Sernin, Sainte-Colombe-de-Duras, La Sauvetat-du-Dropt, Savignac-de-Duras, Seyches, Soumensac, Villeneuve-de-Duras. |
| Les Forêts de Gascogne   | Casteljaloux           | 32                                 | Allons, Antagnac, Anzex, Argenton, Beauziac, Bouglon, Boussès, Calonges, Casteljaloux, Caubeyres, Durance, Fargues-sur-Ourbise, Grézet-Cavagnan, Guérin, Houeillès, Labastide-Castel-Amouroux, Lagruère, Leyritz-Moncassin, Le Mas-d'Agenais, Pindères, Pompogne, Poussignac, La Réunion, Romestaing, Ruffiac, Saint-Martin-Curton, Sainte-Gemme-Martaillac, Sainte-Marthe, Sauméjan, Sénestis, Villefranche-du-Queyran, Villeton. |
| Le Fumélois              | Fumel                  | 19                                 | Anthé, Blanquefort-sur-Briolance, Bourlens, Cazideroque, Condezaygues, Courbiac, Cuzorn, Fumel, Lacapelle-Biron, Masquières, Monsempron-Libos, Montayral, Saint-Front-sur-Lémance, Saint-Georges, Saint-Vite, Sauveterre-la-Lémance, Thézac, Tournon-d'Agenais, Trentels. |
| Le Haut-Agenais Périgord | Monflanquin            | 33                                 | Beaugas, Boudy-de-Beauregard, Bournel, Cancon, Castelnaud-de-Gratecambe, Dévillac, Doudrac, Gavaudun, Lacaussade, Laussou, Mazières-Naresse, Monbahus, Monflanquin, Monségur, Montagnac-sur-Lède, Montaut, Monviel, Moulinet, Pailloles, Parranquet, Paulhiac, Rayet, Rives, Saint-Aubin, Saint-Étienne-de-Villeréal, Saint-Eutrope-de-Born, Saint-Martin-de-Villeréal, Saint-Maurice-de-Lestapel, Salles, La Sauvetat-sur-Lède, Savignac-sur-Leyze, Tourliac, Villeréal.                                                                  |
| Lavardac                 | Lavardac               | 20                                 | Ambrus, Barbaste, Bruch, Buzet-sur-Baïse, Damazan, Feugarolles, Lavardac, Montgaillard-en-Albret, Monheurt, Montesquieu, Pompiey, Puch-d'Agenais, Razimet, Saint-Laurent, Saint-Léger, Saint-Léon, Saint-Pierre-de-Buzet, Thouars-sur-Garonne, Vianne, Xaintrailles. |
| Livradais                | Sainte-Livrade-sur-Lot | 14                                 | Allez-et-Cazeneuve, Casseneuil, Dolmayrac, Fongrave, Monclar, Montastruc, Pinel-Hauterive, Saint-Étienne-de-Fougères, Saint-Pastour, Sainte-Livrade-sur-Lot, Le Temple-sur-Lot, Tombebœuf, Tourtrès, Villebramar. |
| Marmande-1               | Marmande               | 9 + fraction de Marmande           | Beaupuy, Cocumont, Couthures-sur-Garonne, Gaujac, Marcellus, Meilhan-sur-Garonne, Montpouillan, Saint-Sauveur-de-Meilhan, Sainte-Bazeille et la première partie de Marmande. |
| Marmande-2               | Marmande               | 10 + fraction de Marmande          | Birac-sur-Trec, Caumont-sur-Garonne, Fauguerolles, Fourques-sur-Garonne, Gontaud-de-Nogaret, Longueville, Saint-Pardoux-du-Breuil, Samazan, Taillebourg, Virazeil et la seconde partie de Marmande. |
| L'Ouest agenais          | Colayrac-Saint-Cirq    | 11                                 | Aubiac, Brax, Colayrac-Saint-Cirq, Estillac, Laplume, Marmont-Pachas, Moirax, Roquefort, Saint-Hilaire-de-Lusignan, Sainte-Colombe-en-Bruilhois, Sérignac-sur-Garonne. |
| Le Pays de Serres        | Penne-d'Agenais        | 23                                 | Auradou, Beauville, Blaymont, Cassignas, Castella, Cauzac, La Croix-Blanche, Dausse, Dondas, Engayrac, Frespech, Laroque-Timbaut, Massels, Massoulès, Monbalen, Penne-d'Agenais, Saint-Martin-de-Beauville, Saint-Maurin, Saint-Robert, Saint-Sylvestre-sur-Lot, La Sauvetat-de-Savères, Tayrac, Trémons. |
| Le Sud-Est Agenais       | Layrac                 | 19                                 | Astaffort, Castelculier, Caudecoste, Clermont-Soubiran, Cuq, Fals, Grayssas, Lafox, Layrac, Puymirol, Saint-Caprais-de-Lerm, Saint-Jean-de-Thurac, Saint-Nicolas-de-la-Balerme, Saint-Pierre-de-Clairac, Saint-Romain-le-Noble, Saint-Sixte, Saint-Urcisse, Sauvagnas, Sauveterre-Saint-Denis. |
| Tonneins                 | Tonneins               | 13                                 | Brugnac, Castelmoron-sur-Lot, Clairac, Coulx, Fauillet, Grateloup-Saint-Gayrand, Hautesvignes, Labretonie, Lafitte-sur-Lot, Laparade, Tonneins, Varès, Verteuil-d'Agenais. |
| Le Val du Dropt          | Miramont-de-Guyenne    | 25                                 | Agnac, Allemans-du-Dropt, Armillac, Bourgougnague, Cahuzac, Castillonnès, Cavarc, Douzains, Ferrensac, Lalandusse, Laperche, Lauzun, Lavergne, Lougratte, Miramont-de-Guyenne, Montauriol, Montignac-de-Lauzun, Peyrière, Puysserampion, Roumagne, Saint-Colomb-de-Lauzun, Saint-Pardoux-Isaac, Saint-Quentin-du-Dropt, Ségalas, Sérignac-Péboudou. |
| Villeneuve-sur-Lot-1     | Villeneuve-sur-Lot     | 1 + fraction de Villeneuve-sur-Lot | Lédat et la première partie de Villeneuve-sur-Lot. |
| Villeneuve-sur-Lot-2     | Villeneuve-sur-Lot     | 5 + fraction de Villeneuve-sur-Lot | Bias, Hautefage-la-Tour, Pujols, Saint-Antoine-de-Ficalba, Sainte-Colombe-de-Villeneuve et la seconde partie de Villeneuve-sur-Lot. |

## Pyrénées-Atlantiques(64) - 27 cantons
| N° | Nom du Canton                          | Nombre de communes entières        | Communes composant le canton |
| -- | -------------------------------------- | ---------------------------------- | --- |
| 1  | Anglet                                 | fraction Anglet                    | Partie de la commune d'Anglet située au sud et à l'est d'une ligne définie par l'axe des voies et limites suivantes : depuis la limite territoriale de la commune de Biarritz, avenue de Biarritz, rue Sainte-Marguerite, avenue des Cyprès, rue des Fleuristes, allée des Camélias, rue des Primevères, rue de Hirigogne, rue des Cinq-Cantons, rue Paul-Courbin, boulevard du B-A-B, jusqu'à la limite territoriale de la commune de Bayonne. |
| 2  | Artix et Pays de Soubestre             | 55                                 | Argagnon, Arget, Arnos, Arthez-de-Béarn, Artix, Arzacq-Arraziguet, Aussevielle, Balansun, Beyrie-en-Béarn, Bonnut, Bougarber, Bouillon, Boumourt, Cabidos, Casteide-Cami, Casteide-Candau, Castétis, Castillon (près d'Arthez-de-Béarn), Cescau, Coublucq, Denguin, Doazon, Fichous-Riumayou, Garos, Géus-d'Arzacq, Hagetaubin, Labastide-Cézéracq, Labastide-Monréjeau, Labeyrie, Lacadée, Lacq, Larreule, Lonçon, Louvigny, Malaussanne, Mazerolles, Méracq, Mesplède, Mialos, Momas, Mont, Montagut, Morlanne, Piets-Plasence-Moustrou, Pomps, Poursiugues-Boucoue, Saint-Médard, Sallespisse, Sault-de-Navailles, Séby, Serres-Sainte-Marie, Urdès, Uzan, Viellenave-d'Arthez, Vignes. |
| 3  | Baïgura et Mondarrain                  | 10                                 | Cambo-les-Bains, Espelette, Halsou, Hasparren, Itxassou, Jatxou, Larressore, Louhossoa, Macaye, Souraïde. |
| 4  | Bayonne-1                              | fraction Anglet + fraction Bayonne | 1° La partie de la commune d'Anglet non comprise dans le canton d'Anglet ; 2° La partie de la commune de Bayonne située au nord d'une ligne définie par l'axe des voies et limites suivantes : depuis la limite territoriale de la commune d'Anglet, boulevard d'Aritxague, giratoire Les Pontots, avenue Marcel-Dassault, avenue du Maréchal-Soult, avenue des Allées-Paulmy, ligne droite se prolongeant jusqu'au cours de l'Adour, cours de l'Adour, jusqu'à la limite territoriale de la commune d'Anglet |
| 5  | Bayonne-2                              | 1 + fraction Bayonne               | 1° La commune suivante : Boucau. 2° La partie de la commune de Bayonne située à l'intérieur du périmètre défini par l'axe des voies et limites suivantes : depuis la limite territoriale de la commune d'Anglet, cours de l'Adour, avenue Henri-Grenet, chemin de Saint-Bernard, quai de Lesseps, rue Sainte-Ursule, ligne de chemin de fer de Bordeaux à Irun, rue Maubec, à partir du numéro 81, cité Madim, ligne de chemin de fer de Bordeaux à Irun, boulevard Jean-d'Amou, chemin de Saint-Étienne, chemin de Hamboum, rue Albert-Thomas, rue René-Cuzacq, avenue du Maréchal-Juin, ligne de chemin de fer de Bordeaux à Irun, cours fluvial de l'Adour, jusqu'à la limite territoriale de la commune de Mouguerre. |
| 6  | Bayonne-3                              | fraction Bayonne                   | Partie de la commune de Bayonne non incluse dans les cantons de Bayonne-1 et de Bayonne-2. |
| 7  | Biarritz                               | 1                                  | Biarritz. |
| 8  | Billère et Coteaux de Jurançon         | 5                                  | Aubertin, Billère, Jurançon, Laroin, Saint-Faust. |
| 9  | Le Cœur de Béarn                       | 47                                 | Abidos, Abos, Angous, Araujuzon, Araux, Audaux, Bastanès, Bésingrand, Biron, Bugnein, Cardesse, Castetnau-Camblong, Castetner, Charre, Cuqueron, Dognen, Gestas, Gurs, Jasses, Laà-Mondrans, Lacommande, Lagor, Lahourcade, Lay-Lamidou, Loubieng, Lucq-de-Béarn, Maslacq, Méritein, Monein, Mourenx, Nabas, Navarrenx, Noguères, Ogenne-Camptort, Os-Marsillon, Ozenx-Montestrucq, Parbayse, Pardies, Préchacq-Navarrenx, Rivehaute, Sarpourenx, Sauvelade, Sus, Susmiou, Tarsacq, Viellenave-de-Navarrenx, Vielleségure. |
| 10 | Hendaye-Côte Basque-Sud                | 3                                  | Biriatou, Hendaye, Urrugne. |
| 11 | Lescar, Gave et Terres du Pont-Long    | 7                                  | Arbus, Artiguelouve, Lescar, Lons, Poey-de-Lescar, Siros, Uzein. |
| 12 | Montagne Basque                        | 66                                 | Ahaxe-Alciette-Bascassan, Aincille, Ainharp, Ainhice-Mongelos, Alçay-Alçabéhéty-Sunharette, Aldudes, Alos-Sibas-Abense, Anhaux, Arnéguy, Arrast-Larrebieu, Ascarat, Aussurucq, Banca, Barcus, Béhorléguy, Berrogain-Laruns, Bidarray, Bussunarits-Sarrasquette, Bustince-Iriberry, Camou-Cihigue, Caro, Charritte-de-Bas, Chéraute, Espès-Undurein, Estérençuby, Etchebar, Gamarthe, Garindein, Gotein-Libarrenx, Haux, L'Hôpital-Saint-Blaise, Idaux-Mendy, Irouléguy, Ispoure, Jaxu, Lacarre, Lacarry-Arhan-Charritte-de-Haut, Laguinge-Restoue, Larrau, Lasse, Lecumberry, Lichans-Sunhar, Lichos, Licq-Athérey, Mauléon-Licharre, Menditte, Mendive, Moncayolle-Larrory-Mendibieu, Montory, Musculdy, Ordiarp, Ossas-Suhare, Ossès, Roquiague, Sainte-Engrâce, Saint-Étienne-de-Baïgorry, Saint-Jean-le-Vieux, Saint-Jean-Pied-de-Port, Saint-Martin-d'Arrossa, Saint-Michel, Sauguis-Saint-Étienne, Tardets-Sorholus, Trois-Villes, Uhart-Cize, Urepel, Viodos-Abense-de-Bas.                                                              |
| 13 | Nive-Adour                             | 10                                 | Bardos, Briscous, Guiche, Lahonce, Mouguerre, Saint-Pierre-d'Irube, Sames, Urcuit, Urt, Villefranque. |
| 14 | Oloron-Sainte-Marie-1                  | 33 + fraction Oloron-Sainte-Marie  | 1° Les communes suivantes : Accous, Agnos, Ance, Aramits, Aren, Arette, Asasp-Arros, Aydius, Bedous, Bidos, Borce, Cette-Eygun, Escot, Esquiule, Etsaut, Eysus, Féas, Géronce, Geüs-d'Oloron, Gurmençon, Issor, Lanne-en-Barétous, Lées-Athas, Lescun, Lourdios-Ichère, Lurbe-Saint-Christau, Moumour, Orin, Osse-en-Aspe, Préchacq-Josbaig, Saint-Goin, Sarrance, Urdos. 2° La partie de la commune de d'Oloron-Sainte-Marie située sur la rive gauche des gaves d'Aspe et d'Oloron. |
| 15 | Oloron-Sainte-Marie-2                  | 33 + fraction Oloron-Sainte-Marie  | 1° Les communes suivantes : Arudy, Aste-Béon, Béost, Bescat, Bielle, Bilhères, Buziet, Buzy, Castet, Eaux-Bonnes, Escou, Escout, Estialescq, Estos, Gère-Bélesten, Goès, Herrère, Izeste, Laruns, Lasseube, Lasseubetat, Ledeuix, Louvie-Juzon, Louvie-Soubiron, Lys, Ogeu-les-Bains, Poey-d'Oloron, Précilhon, Rébénacq, Sainte-Colome, Saucède, Sévignacq-Meyracq, Verdets. 2° La partie de la commune d'Oloron-Sainte-Marie située sur la rive droite des gaves d'Aspe et d'Oloron. |
| 16 | Orthez et Terres des Gaves et du Sel   | 40                                 | Abitain, Andrein, Athos-Aspis, Auterrive, Autevielle-Saint-Martin-Bideren, Baigts-de-Béarn, Barraute-Camu, Bellocq, Bérenx, Burgaronne, Carresse-Cassaber, Castagnède, Castetbon, Escos, Espiute, Guinarthe-Parenties, L'Hôpital-d'Orion, Laàs, Labastide-Villefranche, Lahontan, Lanneplaà, Léren, Montfort, Narp, Oraàs, Orion, Orriule, Orthez, Ossenx, Puyoô, Ramous, Saint-Boès, Saint-Dos, Saint-Girons-en-Béarn, Saint-Gladie-Arrive-Munein, Saint-Pé-de-Léren, Salies-de-Béarn, Salles-Mongiscard, Sauveterre-de-Béarn, Tabaille-Usquain. |
| 17 | Ouzom, Gave et Rives du Neez           | 18                                 | Aressy, Arros-de-Nay, Arthez-d'Asson, Assat, Asson, Baliros, Bosdarros, Bourdettes, Bruges-Capbis-Mifaget, Gan, Haut-de-Bosdarros, Meillon, Narcastet, Nay, Pardies-Piétat, Rontignon, Saint-Abit, Uzos. |
| 18 | Pau-1                                  | fraction Pau                       | Partie de la commune de Pau située à l'ouest d'une ligne définie par l'axe des voies et limites suivantes : depuis la limite territoriale de la commune de Billère, avenue Jean-Mermoz, boulevard d'Alsace-Lorraine, cours Lyautey, avenue Henri-Dunant, rue du Pasteur-Alphonse-Cadier, avenue Honoré-Baradat, avenue du Loup, boulevard Tourasse, rue Léon-Jouhaux, rue Jean-Moulin, avenue du Loup, avenue de Buros, jusqu'à la limite territoriale de la commune de Buros. |
| 19 | Pau-2                                  | 1 + fraction Pau                   | 1° La commune suivante : Idron. 2° La partie de la commune de Pau située à l'est d'une ligne définie par l'axe des voies et limites suivantes : depuis la limite territoriale de la commune de Buros, avenue de Buros, avenue du Loup, rue Jean-Moulin, rue Léon-Jouhaux, boulevard Tourasse, avenue du Loup, avenue Honoré-Baradat, rue Jean-Jaurès, rue Anatole-France, avenue du Loup, rue Jean-Jacques-de-Monaix, avenue des Lilas, avenue de Rousse, allée de Morlàas, avenue Blé-Moullé, avenue du Maréchal-Leclerc, rond-point Yitzhak-Rabin, avenue Alfred-Nobel, jusqu'à la limite territoriale de la commune de Bizanos. |
| 20 | Pau-3                                  | 2 + fraction Pau                   | 1° Les communes suivantes : Bizanos, Mazères-Lezons. 2° La partie de la commune de Pau située au sud d'une ligne définie par l'axe des voies et limites suivantes : depuis la limite territoriale de la commune de Bizanos, avenue Alfred-Nobel, rond-point Yitzhak-Rabin, avenue du Maréchal-Leclerc, avenue Blé-Moullé, allée de Morlàas, avenue de Rousse, avenue des Lilas, rue Jean-Jacques-de-Monaix, avenue du Loup, rue Anatole-France, rue Jean-Jaurès, avenue Honoré-Baradat, rue du Pasteur-Alphonse-Cadier, avenue Henri-Dunant, cours Lyautey, boulevard d'Alsace-Lorraine, rue Emile-Garet, rue Lespy, rue Henri-Faisans, cours Bosquet, rue du Maréchal-Foch, rue Serviez, rue Montpensier, rue d'Orléans, rue Faget-de-Baure, rue Saint-Jacques, rue des Cordeliers, rue du Maréchal-Joffre, rue du Château, rue Henri-IV, rue du Moulin, place de la Monnaie, avenue Jean-Biray, ligne droite perpendiculaire à l'avenue Jean-Biray au niveau de la Tour de la Monnaie, jusqu'à la limite territoriale de la commune de Gelos. |
| 21 | Pau-4                                  | 1 + fraction Pau                   | 1° La commune suivante : Gelos. 2° La partie de la commune de Pau non incluse dans les cantons de Pau-1, Pau-2 et Pau-3. |
| 22 | Pays de Bidache, Amikuze et Ostibarre  | 52                                 | Aïcirits-Camou-Suhast, Amendeuix-Oneix, Amorots-Succos, Arancou, Arbérats-Sillègue, Arbouet-Sussaute, Arhansus, Armendarits, Aroue-Ithorots-Olhaïby, Arraute-Charritte, Ayherre, La Bastide-Clairence, Béguios, Béhasque-Lapiste, Bergouey-Viellenave, Beyrie-sur-Joyeuse, Bidache, Bonloc, Bunus, Came, Domezain-Berraute, Etcharry, Gabat, Garris, Hélette, Hosta, Ibarrolle, Iholdy, Ilharre, Irissarry, Isturits, Juxue, Labets-Biscay, Lantabat, Larceveau-Arros-Cibits, Larribar-Sorhapuru, Lohitzun-Oyhercq, Luxe-Sumberraute, Masparraute, Méharin, Mendionde, Orègue, Orsanco, Osserain-Rivareyte, Ostabat-Asme, Pagolle, Saint-Esteben, Saint-Just-Ibarre, Saint-Martin-d'Arberoue, Saint-Palais, Suhescun, Uhart-Mixe. |
| 23 | Pays de Morlaàs et du Montanérès       | 44                                 | Abère, Andoins, Anos, Arrien, Artigueloutan, Baleix, Barinque, Bédeille, Bentayou-Sérée, Bernadets, Buros, Casteide-Doat, Castéra-Loubix, Escoubès, Eslourenties-Daban, Espéchède, Gabaston, Higuères-Souye, Labatut-Figuières, Lamayou, Lée, Lespourcy, Lombia, Maucor, Maure, Momy, Monségur, Montaner, Morlaàs, Ouillon, Ousse, Ponson-Debat-Pouts, Pontiacq-Viellepinte, Riupeyrous, Saint-Armou, Saint-Castin, Saint-Jammes, Saint-Laurent-Bretagne, Saubole, Sedze-Maubecq, Sedzère, Sendets, Serres-Morlaàs, Urost. |
| 24 | Saint-Jean-de-Luz                      | 4                                  | Bidart, Ciboure, Guéthary, Saint-Jean-de-Luz. |
| 25 | Terres des Luys et Coteaux du Vic-Bilh | 72                                 | Anoye, Argelos, Arricau-Bordes, Arrosès, Astis, Aubin, Aubous, Auga, Auriac, Aurions-Idernes, Aydie, Baliracq-Maumusson, Bassillon-Vauzé, Bétracq, Boueilh-Boueilho-Lasque, Bournos, Burosse-Mendousse, Cadillon, Carrère, Castetpugon, Castillon (près de Lembeye), Caubios-Loos, Claracq, Conchez-de-Béarn, Corbère-Abères, Coslédaà-Lube-Boast, Crouseilles, Diusse, Doumy, Escurès, Garlède-Mondebat, Garlin, Gayon, Gerderest, Lalongue, Lalonquette, Lannecaube, Lasclaveries, Lasserre, Lembeye, Lème, Lespielle, Luc-Armau, Lucarré, Lussagnet-Lusson, Mascaraàs-Haron, Maspie-Lalonquère-Juillacq, Miossens-Lanusse, Monassut-Audiracq, Moncaup, Moncla, Monpezat, Montardon, Mont-Disse, Mouhous, Navailles-Angos, Peyrelongue-Abos, Portet, Pouliacq, Ribarrouy, Saint-Jean-Poudge, Samsons-Lion, Sauvagnon, Séméacq-Blachon, Serres-Castet, Sévignacq, Simacourbe, Tadousse-Ussau, Taron-Sadirac-Viellenave, Thèze, Vialer,Viven.                                                                                                   |
| 26 | Ustaritz-Vallées de Nive et Nivelle    | 9                                  | Ahetze, Ainhoa, Arbonne, Arcangues, Ascain, Bassussarry, Saint-Pée-sur-Nivelle, Sare, Ustaritz. |
| 27 | Vallées de l'Ousse et du Lagoin        | 29                                 | Aast, Angaïs, Barzun, Baudreix, Bénéjacq, Beuste, Boeil-Bezing, Bordères, Bordes, Coarraze, Espoey, Ger, Gomer, Hours, Igon, Labatmale, Lagos, Lestelle-Bétharram, Limendous, Livron, Lourenties, Lucgarier, Mirepeix, Montaut, Nousty, Ponson-Dessus, Pontacq, Saint-Vincent, Soumoulou. |

## Deux-Sèvres(79) - 17 cantons
| N° | Nom du Canton         | Nombre de communes entières | Communes composant le canton |
| -- | --------------------- | --------------------------- | --- |
| 1  | Autize-Égray          | 26                          | Ardin, Béceleuf, Beugnon-Thireuil, Le Busseau, Champdeniers, La Chapelle-Bâton, Cherveux, Coulonges-sur-l'Autize, Cours, Faye-sur-Ardin, Fenioux, Germond-Rouvre, Pamplie, Puihardy, Saint-Christophe-sur-Roc, Saint-Laurs, Saint-Maixent-de-Beugné, Saint-Maxire, Saint-Pompain, Saint-Rémy, Sainte-Ouenne, Sciecq, Scillé, Surin, Villiers-en-Plaine, Xaintray. |
| 2  | Bressuire             | 5                           | Boismé, Bressuire, Chiché, Faye-l'Abbesse, Geay. |
| 3  | Celles-sur-Belle      | 22                          | Aigondigné, Avon, Beaussais-Vitré, Bougon, Celles-sur-Belle, Chenay, Chey, Exoudun, Fressines, Lezay, Messé, La Mothe-Saint-Héray, Pamproux, Prailles-La Couarde, Rom, Saint-Coutant, Sainte-Soline, Salles, Sepvret, Soudan, Vançais, Vanzay. |
| 4  | Cerizay               | 18                          | L'Absie, Bretignolles, Cerizay, Chanteloup, La Chapelle-Saint-Laurent, Cirières, Clessé, Combrand, Courlay, La Forêt-sur-Sèvre, Largeasse, Moncoutant-sur-Sèvre, Montravers, Neuvy-Bouin, Le Pin, Saint-André-sur-Sèvre, Saint-Paul-en-Gâtine, Trayes. |
| 5  | Frontenay-Rohan-Rohan | 13                          | Amuré, Arçais, Bessines, Coulon, Épannes, Fors, Frontenay-Rohan-Rohan, Granzay-Gript, Magné, Saint-Symphorien, Sansais, Vallans, Le Vanneau-Irleau. |
| 6  | La Gâtine             | 38                          | Allonne, Aubigny, Azay-sur-Thouet, Beaulieu-sous-Parthenay, La Boissière-en-Gâtine, Les Châteliers, Clavé, Doux, La Ferrière-en-Parthenay, Fomperron, Les Forges, Gourgé, Les Groseillers, Lhoumois, Mazières-en-Gâtine, Ménigoute, Oroux, La Peyratte, Pougne-Hérisson, Pressigny, Reffannes, Le Retail, Saint-Aubin-le-Cloud, Saint-Georges-de-Noisné, Saint-Germier, Saint-Lin, Saint-Marc-la-Lande, Saint-Martin-du-Fouilloux, Saint-Pardoux-Soutiers, Saurais, Secondigny, Thénezay, Vasles, Vausseroux, Vautebis, Vernoux-en-Gâtine, Verruyes, Vouhé. |
| 7  | Mauléon               | 10                          | Argentonnay, Genneton, Mauléon, Nueil-les-Aubiers, La Petite-Boissière, Saint-Amand-sur-Sèvre, Saint-Aubin-du-Plain, Saint Maurice Étusson, Saint-Pierre-des-Échaubrognes, Voulmentin. |
| 8  | Melle                 | 26                          | Alloinay, Aubigné, Caunay, La Chapelle-Pouilloux, Chef-Boutonne, Clussais-la-Pommeraie, Couture-d'Argenson, Fontenille-Saint-Martin-d'Entraigues, Fontivillié, Limalonges, Lorigné, Loubigné, Loubillé, Mairé-Levescault, Maisonnay, Marcillé, Melle, Melleran, Montalembert, Pers, Pliboux, Saint-Romans-lès-Melle, Saint-Vincent-la-Châtre, Sauzé-Vaussais, Valdelaume, Villemain. |
| 9  | Mignon-et-Boutonne    | 30                          | Asnières-en-Poitou, Beauvoir-sur-Niort, Le Bourdet, Brieuil-sur-Chizé, Brioux-sur-Boutonne, Chérigné, Chizé, Ensigné, Les Fosses, La Foye-Monjault, Juillé, Luché-sur-Brioux, Lusseray, Marigny, Mauzé-sur-le-Mignon, Paizay-le-Chapt, Périgné, Plaine-d'Argenson, Prin-Deyrançon, La Rochénard, Saint-Georges-de-Rex, Saint-Hilaire-la-Palud, Secondigné-sur-Belle, Séligné, Val-du-Mignon, Vernoux-sur-Boutonne, Le Vert, Villefollet, Villiers-en-Bois, Villiers-sur-Chizé.                                                                              |
| 10 | Niort-1               | fraction Niort              | Partie de la commune de Niort située au nord d'une ligne définie par l'axe des voies suivantes : depuis la limite territoriale de la commune de Saint-Rémy, avenue de Nantes, avenue du Maréchal-de-Lattre-de-Tassigny, rue de Fontenay, rue Baugier, quai de Cronstadt, rue Brisson, place des Halles, rue Victor-Hugo, rue Ricard, avenue de la République, avenue des Martyrs-de-la-Résistance, avenue de Paris, jusqu'à la limite territoriale de la commune de Chauray                                                                                 |
| 11 | Niort-2               | fraction Niort              | partie de la commune de Niort située à l'est d'une ligne définie par l'axe des voies suivantes : depuis la limite territoriale de la commune de Chauray, avenue de Paris, avenue des Martyrs-de-la-Résistance, avenue de la République, rue Ernest-Perrochon, rue du 24-Février, place Saint-Jean, avenue de Saint-Jean-d'Angély, jusqu'à la limite territoriale de la commune de Saint-Symphorien. |
| 12 | Niort-3               | fraction Niort              | Partie de la commune de Niort non comprise dans les cantons de Niort-1 et de Niort-2. |
| 13 | Parthenay             | 11                          | Adilly, Amailloux, La Chapelle-Bertrand, Châtillon-sur-Thouet, Fénery, Lageon, Parthenay, Pompaire, Saint-Germain-de-Longue-Chaume, Le Tallud, Viennay. |
| 14 | La Plaine Niortaise   | 10                          | Aiffres, Brûlain, Chauray, Échiré, Juscorps, Prahecq, Saint-Gelais, Saint-Martin-de-Bernegoue, Saint-Romans-des-Champs, Vouillé. |
| 15 | Saint-Maixent-l'École | 13                          | Augé, Azay-le-Brûlé, La Crèche, Exireuil, François, Nanteuil, Romans, Saint-Maixent-l'École, Saint-Martin-de-Saint-Maixent, Sainte-Eanne, Sainte-Néomaye, Saivres, Souvigné. |
| 16 | Thouars               | 5                           | Louzy, Saint-Jacques-de-Thouars, Saint-Jean-de-Thouars, Sainte-Verge, Thouars. |
| 17 | Le Val de Thouet      | 28                          | Airvault, Assais-les-Jumeaux, Availles-Thouarsais, Boussais, Brion-près-Thouet, Le Chillou, Coulonges-Thouarsais, Glénay, Irais, Loretz-d'Argenton, Louin, Luché-Thouarsais, Luzay, Maisontiers, Marnes, Pas-de-Jeu, Pierrefitte, Plaine-et-Vallées, Saint-Cyr-la-Lande, Saint-Généroux, Saint-Léger-de-Montbrun, Saint-Loup-Lamairé, Saint-Martin-de-Mâcon, Saint-Martin-de-Sanzay, Saint-Varent, Sainte-Gemme, Tourtenay, Val en Vignes. |

## Vienne(86) - 19 cantons
| N° | Nom du Canton         | Nombre de communes entières | Communes composant le canton |
| -- | --------------------- | --------------------------- | --- |
| 1  | Chasseneuil-du-Poitou | 13                          | Bignoux, Bonnes, La Chapelle-Moulière, Chasseneuil-du-Poitou, Jardres, Lavoux, Liniers, Montamisé, Pouillé, Saint-Julien-l'Ars, Savigny-Lévescault, Sèvres-Anxaumont, Tercé. |
| 2  | Châtellerault-1       | 7 + fraction Châtellerault  | 1° Les communes suivantes : Colombiers, Lencloître, Naintré, Ouzilly, Saint-Genest-d'Ambière, Scorbé-Clairvaux, Thuré. 2° La partie de la commune de Châtellerault située au sud d'une ligne définie par l'axe des voies et limites suivantes : depuis la limite territoriale de la commune de Naintré, avenue Honoré-de-Balzac, avenue Camille-Pagé, rue René-Cassin (incluse), rue Jacques-Cartier, rue Léo-Lagrange (incluse), rue Charles-Plessard, avenue Jean-Moulin, pont Lyautey, cours de la Vienne jusqu'au quai du 11-Novembre, quai du 11-Novembre, boulevard Aristide-Briand (exclu), limite du cimetière Saint-Jacques (inclus), rue Louis-Braille (exclue), ligne entre l'intersection de la rue Louis-Braille et l'allée du 33e-R.A., jusqu'à l'intersection de la rue de Targé et la rue Arthur-Ranc, rue de Targé (exclue jusqu'à la ligne de chemin de fer), rue du Docteur-Albert-Schweitzer (exclue), rue Albert-Hilaire, rue des Charraults (exclue), rue du Champ-de-la-Croix jusqu'à la rue François-Arago (exclues), chemin de la Maison-de-Terre, lieudit de Belian (exclu), rond-point entre la route départementale 38 et la route départementale 161, route départementale 161, route départementale 38, chemin de la Guerjaudière, chemin de la Maison-Perdue, rue Edmond-Rostand, rue Marcel-Beauchêne, jusqu'à la limite territoriale de la commune de Senillé ; |
| 3  | Châtellerault-2       | 20 + fraction Châtellerault | 1° Les communes suivantes : Antran, Buxeuil, Dangé-Saint-Romain, Ingrandes, Leigné-sur-Usseau, Leugny, Mondion, Orches, Les Ormes, Oyré, Port-de-Piles, Saint-Christophe, Saint-Gervais-les-Trois-Clochers, Saint-Rémy-sur-Creuse, Savigny-sous-Faye, Sérigny, Sossais, Usseau, Vaux-sur-Vienne, Vellèches. 2° La partie de la commune de Châtellerault située à l'ouest d'une ligne définie par l'axe des voies et limites suivantes : depuis la limite territoriale de la commune d'Antran, cours de la Vienne, jusqu'au pont Lyautey, avenue Jean-Moulin, rue Charles-Plessard, rue Léo-Lagrange (exclue), rue Jacques-Cartier, rue René-Cassin (exclue), avenue Camille-Pagé, avenue Honoré-de-Balzac, jusqu'à la limite territoriale de la commune de Naintré. |
| 4  | Châtellerault-3       | 10 + fraction Châtellerault | 1° Les communes suivantes : Chenevelles, Coussay-les-Bois, Leigné-les-Bois, Lésigny, Mairé, Pleumartin, La Roche-Posay, Saint-Sauveur, Senillé, Vicq-sur-Gartempe. 2° La partie de la commune de Châtellerault non incluse dans les cantons de Châtellerault-1 et de Châtellerault-2. |
| 5  | Chauvigny             | 15                          | Archigny, Availles-en-Châtellerault, Bellefonds, Bonneuil-Matours, Cenon-sur-Vienne, Chapelle-Viviers, Chauvigny, Fleix, Lauthiers, Leignes-sur-Fontaine, Monthoiron, Paizay-le-Sec, Sainte-Radégonde, Valdivienne, Vouneuil-sur-Vienne. |
| 6  | Civray                | 30                          | Asnois, Availles-Limouzine, Blanzay, Champagné-le-Sec, Champagné-Saint-Hilaire, Champniers, La Chapelle-Bâton, Charroux, Chatain, Château-Garnier, Civray, La Ferrière-Airoux, Genouillé, Joussé, Linazay, Lizant, Magné, Mauprévoir, Payroux, Pressac, Saint-Gaudent, Saint-Macoux, Saint-Martin-l'Ars, Saint-Pierre-d'Exideuil, Saint-Romain, Saint-Saviol, Savigné, Sommières-du-Clain, Surin, Voulême. |
| 7  | Jaunay-Marigny        | 8                           | Beaumont, Chabournay, Dissay, Jaunay-Clan, Marigny-Brizay, Saint-Cyr, Saint-Georges-lès-Baillargeaux, Vendeuvre-du-Poitou. |
| 8  | Loudun                | 49                          | Angliers, Arçay, Aulnay, Basses, Berrie, Berthegon, Beuxes, Bournand, Ceaux-en-Loudun, Cernay, Chalais, La Chaussée, Chouppes, Coussay, Craon, Curçay-sur-Dive, Dercé, Doussay, Glénouze, La Grimaudière, Guesnes, Loudun, Martaizé, Maulay, Mazeuil, Messemé, Moncontour, Monts-sur-Guesnes, Morton, Mouterre-Silly, Nueil-sous-Faye, Pouançay, Pouant, Prinçay, Ranton, Raslay, Ranton, Raslay, La Roche-Rigault, Roiffé, Saint-Clair, Saint-Jean-de-Sauves, Saint-Laon, Saint-Léger-de-Montbrillais, Saires, Saix, Sammarçolles, Ternay, Les Trois-Moutiers, Verrue, Vézières. |
| 9  | Lusignan              | 19                          | Anché, Brux, Ceaux-en-Couhé, Celle-Lévescault, Châtillon, Chaunay, Cloué, Couhé, Coulombiers, Curzay-sur-Vonne, Jazeneuil, Lusignan, Payré, Romagne, Rouillé, Saint-Sauvant, Sanxay, Vaux, Voulon. |
| 10 | Lussac-les-Châteaux   | 25                          | Adriers, Asnières-sur-Blour, Bouresse, Brion, Civaux, Gençay, Gouex, L'Isle-Jourdain, Lhommaizé, Luchapt, Lussac-les-Châteaux, Mazerolles, Millac, Moussac, Mouterre-sur-Blourde, Nérignac, Persac, Queaux, Saint-Laurent-de-Jourdes, Saint-Maurice-la-Clouère, Saint-Secondin, Sillars, Usson-du-Poitou, Verrières, Le Vigeant. |
| 11 | Migné-Auxances        | 19                          | Amberre, Avanton, Blaslay, Champigny-le-Sec, Charrais, Cheneché, Cherves, Cissé, Cuhon, Maisonneuve, Massognes, Migné-Auxances, Mirebeau, Neuville-de-Poitou, Thurageau, Varennes, Villiers, Vouzailles, Yversay. |
| 12 | Montmorillon          | 26                          | Angles-sur-l'Anglin, Antigny, Béthines, Bourg-Archambault, Brigueil-le-Chantre, La Bussière, Coulonges-les-Hérolles, Haims, Jouhet, Journet, Lathus-Saint-Rémy, Liglet, Montmorillon, Moulismes, Nalliers, Pindray, Plaisance, La Puye, Saint-Germain, Saint-Léomer, Saint-Pierre-de-Maillé, Saint-Savin, Saulgé, Thollet, La Trimouille, Villemort. |
| 13 | Poitiers-1            | 3 + fraction Poitiers       | 1° Les communes suivantes : Biard, Croutelle, Fontaine-le-Comte. 2° La partie de la commune de Poitiers située au sud et à l'ouest d'une ligne définie par l'axe des voies et limites suivantes : depuis la limite territoriale de la commune de Biard, rocade Ouest (rue de l'Aérodrome), rue de l'Aéropostale, rue des Trois-Ormeaux, place de la Blaiserie, rue de l'Aéropostale, rue de Quinçay, rue Jean-Mermoz, rue du Capitaine-Bès, avenue de Nantes, place Charles-Martel, ligne de chemin de fer, rue de l'Hôpital-des-Champs, rue de l'Intendant-Nain, place Jean-de-Berry, boulevard Jeanne-d'Arc, boulevard du Grand-Cerf, boulevard de Solférino, rue de la Marne, rue des Écossais, place Aristide-Briand, rue Victor-Hugo, rue Charles-Gide, rue Sadi-Carnot, rue Saint-Nicolas, rue de Magenta, rue Jean-Alexandre, rue du Maréchal-Foch, square du Maréchal-Foch, rue Girouard, rue Saint-Grégoire, rue de Tison, boulevard Tison, boulevard Sous-Blossac, chemin de la Cagouillère, cours du Clain, jusqu'à la limite territoriale de la commune de Saint-Benoît. |
| 14 | Poitiers-2            | 1 + fraction Poitiers       | 1° La commune suivante : Buxerolles. 2° La partie de la commune de Poitiers située au nord d'une ligne définie par l'axe des voies et limites suivantes : depuis la limite territoriale de la commune de Biard, rocade Ouest (rue de l'Aérodrome), rue de l'Aéropostale, rue des Trois-Ormeaux, place de la Blaiserie, rue de l'Aéropostale, rue de Quinçay, rue Jean-Mermoz, rue du Capitaine-Bès, avenue de Nantes, place Charles-Martel, ligne de chemin de fer, rue de l'Hôpital-des-Champs, avenue de l'Europe, chemin des Crêtes, boulevard des Hauteurs, chemin des Grandes-Dunes, avenue Georges-Pompidou, rue de Provence, rue de Marbourg, rue de Bourgogne, avenue John-Kennedy, rue de Bonneuil-Matours, jusqu'à la limite territoriale de la commune de Buxerolles. |
| 15 | Poitiers-3            | fraction Poitiers           | Partie de la commune de Poitiers située à l'est d'une ligne définie par l'axe des voies et limites suivantes : depuis la limite territoriale de la commune de Buxerolles, rue de Bonneuil-Matours, avenue John-Kennedy, rue de Bourgogne, rue de Marbourg, rue de Provence, avenue Georges-Pompidou, chemin des Grandes-Dunes, boulevard des Hauteurs, chemin des Crêtes, avenue de l'Europe, rue de l'Intendant-Nain, place Jean-de-Berry, boulevard Jeanne-d'Arc, boulevard du Grand-Cerf, boulevard de Solférino, rue de la Marne, rue des Écossais, place Aristide-Briand, rue Victor-Hugo, rue Charles-Gide, rue Sadi-Carnot, rue Saint-Nicolas, rue de Magenta, rue Jean-Alexandre, rue du Maréchal-Foch, square du Maréchal-Foch, rue Girouard, rue Saint-Grégoire, rue de Tison, boulevard François-Albert, rue Saint-Cyprien, pont Saint-Cyprien, cours du Clain, rue du Faubourg-du-Pont-Neuf, rue de la Pierre-Levée, avenue du Recteur-Pineau, rocade Est, voie pénétrante Est (voie André-Malraux), rue de Geniec, jusqu'à la limite territoriale de la commune de Mignaloux-Beauvoir. |
| 16 | Poitiers-4            | 1 + fraction Poitiers       | 1° La commune suivante : Mignaloux-Beauvoir. 2° La partie de la commune de Poitiers située au sud d'une ligne définie par l'axe des voies et limites suivantes : depuis la limite territoriale de la commune de Mignaloux-Beauvoir, rue de Geniec, voie pénétrante Est (voie André-Malraux), rocade Est, avenue du Recteur-Pineau, rue de la Pierre-Levée, chemin du Lavoir, impasse du Lavoir, route de Gençay, jusqu'à la limite territoriale de la commune de Saint-Benoît. |
| 17 | Poitiers-5            | 2 + fraction Poitiers       | 1° Les communes suivantes : Ligugé, Saint-Benoît. 2° La partie de la commune de Poitiers non incluse dans les cantons de Poitiers-1, Poitiers-2, Poitiers-3 et Poitiers-4. |
| 18 | Vivonne               | 16                          | Aslonnes, Château-Larcher, Dienné, Fleuré, Gizay, Iteuil, Marçay, Marigny-Chemereau, Marnay, Nieuil-l'Espoir, Nouaillé-Maupertuis, Roches-Prémarie-Andillé, Smarves, Vernon, La Villedieu-du-Clain, Vivonne. |
| 19 | Vouneuil-sous-Biard   | 15                          | Ayron, Benassay, Béruges, Chalandray, La Chapelle-Montreuil, Chiré-en-Montreuil, Frozes, Latillé, Lavausseau, Maillé, Montreuil-Bonnin, Quinçay, Le Rochereau, Vouillé, Vouneuil-sous-Biard. |

## Haute-Vienne(87) - 21 cantons
| N° | Nom du canton           | Nombre de communes   | Communes composant le canton |
| -- | ----------------------- | -------------------- | --- |
| 1  | Aixe-sur-Vienne         | 10                   | Aixe-sur-Vienne, Beynac, Bosmie-l'Aiguille, Burgnac, Jourgnac, Saint-Martin-le-Vieux, Saint-Priest-sous-Aixe, Saint-Yrieix-sous-Aixe, Séreilhac, Verneuil-sur-Vienne. |
| 2  | Ambazac                 | 16                   | Ambazac, Bersac-sur-Rivalier, Bessines-sur-Gartempe, Les Billanges, Bonnac-la-Côte, Folles, Fromental, Jabreilles-les-Bordes, La Jonchère-Saint-Maurice, Laurière, Razès, Saint-Laurent-les-Églises, Saint-Léger-la-Montagne, Saint-Pardoux, Saint-Sulpice-Laurière, Saint-Sylvestre. |
| 3  | Bellac                  | 26                   | Bellac, Berneuil, Blanzac, Blond, Breuilaufa, Le Buis, Bussière-Boffy, Bussière-Poitevine, Chamboret, Cieux, Compreignac, Gajoubert, Mézières-sur-Issoire, Montrol-Sénard, Mortemart, Nantiat, Nouic, Peyrat-de-Bellac, Roussac, Saint-Barbant, Saint-Bonnet-de-Bellac, Saint-Junien-les-Combes, Saint-Martial-sur-Isop, Saint-Symphorien-sur-Couze, Thouron, Vaulry. |
| 4  | Châteauponsac           | 32                   | Arnac-la-Poste, Azat-le-Ris, Balledent, La Bazeuge, Châteauponsac, La Croix-sur-Gartempe, Cromac, Darnac, Dinsac, Dompierre-les-Églises, Le Dorat, Droux, Les Grands-Chézeaux, Jouac, Lussac-les-Églises, Magnac-Laval, Mailhac-sur-Benaize, Oradour-Saint-Genest, Rancon, Saint-Amand-Magnazeix, Saint-Georges-les-Landes, Saint-Hilaire-la-Treille, Saint-Léger-Magnazeix, Saint-Martin-le-Mault, Saint-Ouen-sur-Gartempe, Saint-Sornin-la-Marche, Saint-Sornin-Leulac, Saint-Sulpice-les-Feuilles, Tersannes, Thiat, Verneuil-Moustiers, Villefavard. |
| 5  | Condat-sur-Vienne       | 12                   | Boisseuil, Condat-sur-Vienne, Eyjeaux, Pierre-Buffière, Saint-Bonnet-Briance, Saint-Genest-sur-Roselle, Saint-Hilaire-Bonneval, Saint-Jean-Ligoure, Saint-Maurice-les-Brousses, Saint-Paul, Solignac, Le Vigen. |
| 6  | Couzeix                 | 7                    | Chaptelat, Couzeix, Nieul, Peyrilhac, Saint-Gence, Saint-Jouvent, Veyrac. |
| 7  | Eymoutiers              | 32                   | Augne, Beaumont-du-Lac, Bujaleuf, Château-Chervix, Châteauneuf-la-Forêt, Cheissoux, Coussac-Bonneval, La Croisille-sur-Briance, Domps, Eymoutiers, Glanges, Linards, Magnac-Bourg, Masléon, Meuzac, Nedde, Neuvic-Entier, Peyrat-le-Château, La Porcherie, Rempnat, Roziers-Saint-Georges, Saint-Amand-le-Petit, Saint-Germain-les-Belles, Saint-Gilles-les-Forêts, Saint-Julien-le-Petit, Saint-Méard, Saint-Priest-Ligoure, Saint-Vitte-sur-Briance, Sainte-Anne-Saint-Priest, Surdoux, Sussac, Vicq-sur-Breuilh. |
| 8  | Limoges-1               | fraction Limoges     | Partie de la commune de Limoges située à l'ouest d'une ligne définie par l'axe des voies et limites suivantes : depuis la limite territoriale de la commune de Couzeix, cours de l'Aurence, rue de Saint-Gence, rue Jules-Renard, rue du Maréchal-Foch, allée Jean-Rebier, rue Jean-Le Bail, avenue du Président-Vincent-Auriol, avenue du Président-René-Coty, boulevard de la Borie, rue Armand-Dutreix, rue du Clos-Augier, rue des Horticulteurs, rue François-Perrin, rue Jules-Ferry, rue du Clos-Augier, rue du Puy-Las-Rodas, rue Bremontier, rue du Mas-Bouyol, rue Firmin-Delage, rue François-Perrin, boulevard du Mas-Bouyol, rue Sarah-Bernhard, rue de la Briance, rue Roger-Salengro, rue François-Perrin, jusqu'à la limite territoriale de la commune d'Isle. |
| 9  | Limoges-2               | fraction Limoges     | Partie de la commune de Limoges incluse dans le périmètre défini par l'axe des voies et limites suivantes : depuis la limite territoriale de la commune de Couzeix, cours de l'Aurence, rue de Saint-Gence, rue Jules-Renard, rue du Maréchal-Foch, allée Jean-Rebier, rue Jean-Le Bail, avenue du Président-Vincent-Auriol, avenue du Président-René-Coty, boulevard de la Borie, rue Armand-Dutreix, rue Victor-Chabot, rue d'Antony, avenue des Ruchoux, boulevard La Boétie, rue des Arts, avenue Montjovis, rue de Bellac, boulevard de Beaublanc, boulevard du Vigénal, avenue de Louyat, rue Clément-Marot, avenue du Général-Leclerc, boulevard Robert-Schuman, rue Arthur-Groussier, allée du Moulin-Pinard, cours de l'Aurence jusqu'à la limite territoriale de la commune de Couzeix. |
| 10 | Limoges-3               | fraction Limoges     | Partie de la commune de Limoges incluse dans le périmètre défini par l'axe des voies et limites suivantes : avenue Montjovis, rue de Bellac, boulevard de Beaublanc, boulevard du Vigénal, avenue de Louyat, rue Clément-Marot, avenue du Général-Leclerc, rue Degas, rue Alain, rue René-Péchieras, rue Gustave-Courbet, rue Horace-Vernet, rue Camille-Corot, rue Detaille, ligne de chemin de fer, autoroute A 20, ligne de chemin de fer, rue Aristide-Briand, rue Jules-Michelet, rue du Quai-Militaire, rue du Docteur-Émile-Dubois, rue Aristide-Briand, rue du Puy-du-Pic, impasse d'Ambazac, rue Aristide-Briand, ligne de chemin de fer, rue du Chinchauvaud, rue de la Passerelle, rue de Fontaury, avenue Lucien-Faure, avenue du Général-Leclerc, rond-point de Carnot, rue François-Chénieux, rue des Coopérateurs, rue Gustave-Nadaud, avenue Marcelin-Berthelot, rue Montmailler.                                                                       |
| 11 | Limoges-4               | fraction Limoges     | Partie de la commune de Limoges située au nord d'une ligne définie par l'axe des voies et limites suivantes : depuis la limite territoriale de la commune de Couzeix, cours de l'Aurence, allée du Moulin-Pinard, rue Arthur-Groussier, boulevard Robert-Schuman, rue Degas, rue Alain, rue René-Péchieras, rue Gustave-Courbet, rue Horace-Vernet, rue Camille-Corot, rue Detaille, ligne de chemin de fer, autoroute A 20, ligne de chemin de fer, rue Georges-Fourest, rue Aristide-Briand, rue de Fougeras, jusqu'à la limite territoriale de la commune du Palais-sur-Vienne. |
| 12 | Limoges-5               | 2 + fraction Limoges | 1. Les communes suivantes : Le Palais-sur-Vienne, Rilhac-Rancon. 2. La partie de la commune de Limoges située au nord d'une ligne définie par l'axe des voies et limites suivantes : depuis la limite territoriale de la commune de Panazol, cours de la Vienne, pont Saint-Étienne, rue du Port-du-Naveix, boulevard des Petits-Carmes, boulevard Saint-Maurice, rue du Maupas, place Jourdan, avenue du Général-de-Gaulle, cours Bugeaud, cours Vergniaud, cours Gay-Lussac, rue Aristide-Briand, rue du Chinchauvaud, rue Auguste-Rodin, ligne de chemin de fer, rue Aristide-Briand, impasse d'Ambazac, rue du Puy-du-Pic, rue Aristide-Briand, rue du Docteur-Émile-Dubois, rue du Quai-Militaire, rue Jules-Michelet, rue Aristide-Briand, ligne de chemin de fer, autoroute A 20, ligne de chemin de fer, rue Georges-Fourest, rue Aristide-Briand, rue de Fougeras, jusqu'à la limite territoriale de la commune du Palais-sur-Vienne.                          |
| 13 | Limoges-6               | fraction Limoges     | Partie de la commune de Limoges incluse dans le périmètre défini par l'axe des voies et limites suivantes : rue François-Chenieux, rond-point de Carnot, avenue du Général-Leclerc, avenue Lucien-Faure, rue de Fontaury, rue de la Passerelle, rue du Chinchauvaud, ligne de chemin de fer, rue Auguste-Rodin, rue du Chinchauvaud, rue Aristide-Briand, cours Gay-Lussac, cours Vergniaud, cours Bugeaud, avenue du Général-de-Gaulle, place Jourdan, rue Porte-Tourny, rue Saint-Pierre, rue Rafilhoux, avenue Jean-Jaurès, boulevard Louis-Blanc, avenue Baudin, rue Ferdinand-Buisson, rue du Clos-Adrien, avenue Ernest-Ruben, rue Pétiniaud-Beaupeyrat, cours Jean-Pénicaud, avenue Saint-Eloi, rue Paul-Derignac, rue Montalembert, rue François-Perrin, rue du Clos-Rocher, rue Armand-Dutreix, rue Victor-Chabot, rue d'Antony, avenue des Ruchoux, rue La Boétie, rue des Arts, rue Montmailler, avenue Berthelot, rue Gustave-Nadaud, rue des Coopérateurs. |
| 14 | Limoges-7               | fraction Limoges     | Partie de la commune de Limoges située à l'ouest d'une ligne définie par l'axe des voies et limites suivantes : depuis la limite territoriale de la commune de Panazol, cours de la Vienne, pont Saint-Étienne, rue du Port-de-Naveix, boulevard des Petits-Carmes, boulevard Saint-Maurice, rue du Maupas, place Jourdan, rue Porte-Tourny, rue Saint-Pierre, rue Rafilhoux, rue Jean-Jaurès, boulevard Louis-Blanc, rue de Charseix, place de la Cité, boulevard de la Corderie, avenue Georges-Dumas, Pont-Neuf, cours de la Vienne, jusqu'à la limite territoriale de la commune de Condat-sur-Vienne. |
| 15 | Limoges-8               | fraction Limoges     | Partie de la commune de Limoges située au sud d'une ligne définie par l'axe des voies et limites suivantes depuis la limite territoriale de la commune de Condat-sur-Vienne, cours de la Vienne, Pont-Neuf, avenue Georges-Dumas, boulevard de la Corderie, place de la Cité, rue des Charseix, boulevard Louis-Blanc, avenue Baudin, rue Ferdinand-Buisson, rue du Clos-Adrien, avenue Ernest-Ruben, rue Pétiniaud-Beaupeyrat, cours Jean-Pénicaud, avenue Saint-Eloi, rue Paul-Derignac, rue Montalembert, rue François-Perrin, rue du Clos-Rocher, rue Armand-Dutreix, rue du Clos-Augier, rue des Horticulteurs, rue François-Perrin, avenue de Naugeat, boulevard de Vanteaux, avenue Martin-Luther-King, rue de Bourneville, jusqu'à la limite territoriale de la commune d'Isle. |
| 16 | Limoges-9               | 1 + fraction Limoges | 1. La commune suivante : Isle. 2. La partie de la commune de Limoges non incluse dans les cantons de Limoges-1, Limoges-2, Limoges-3, Limoges-4, Limoges-5, Limoges-6, Limoges-7 et Limoges-8. |
| 17 | Panazol                 | 2                    | Feytiat, Panazol. |
| 18 | Rochechouart            | 22                   | Champagnac-la-Rivière, Champsac, La Chapelle-Montbrandeix, Chéronnac, Cognac-la-Forêt, Cussac, Dournazac, Gorre, Maisonnais-sur-Tardoire, Marval, Oradour-sur-Vayres, Pensol, Rochechouart, Saint-Auvent, Saint-Bazile, Saint-Cyr, Saint-Laurent-sur-Gorre, Saint-Mathieu, Sainte-Marie-de-Vaux, Les Salles-Lavauguyon, Vayres, Videix. |
| 19 | Saint-Junien            | 8                    | Chaillac-sur-Vienne, Javerdat, Oradour-sur-Glane, Saillat-sur-Vienne, Saint-Brice-sur-Vienne, Saint-Junien, Saint-Martin-de-Jussac, Saint-Victurnien. |
| 20 | Saint-Léonard-de-Noblat | 13                   | Aureil, Champnétery, Le Châtenet-en-Dognon, Eybouleuf, La Geneytouse, Moissannes, Royères, Saint-Denis-des-Murs, Saint-Just-le-Martel, Saint-Léonard-de-Noblat, Saint-Martin-Terressus, Saint-Priest-Taurion, Sauviat-sur-Vige. |
| 21 | Saint-Yrieix-la-Perche  | 17                   | Bussière-Galant, Les Cars, Le Chalard, Châlus, Flavignac, Glandon, Janailhac, Ladignac-le-Long, Lavignac, Meilhac, La Meyze, Nexon, Pageas, Rilhac-Lastours, La Roche-l'Abeille, Saint-Hilaire-les-Places, Saint-Yrieix-la-Perche. |